# Egon Schiele

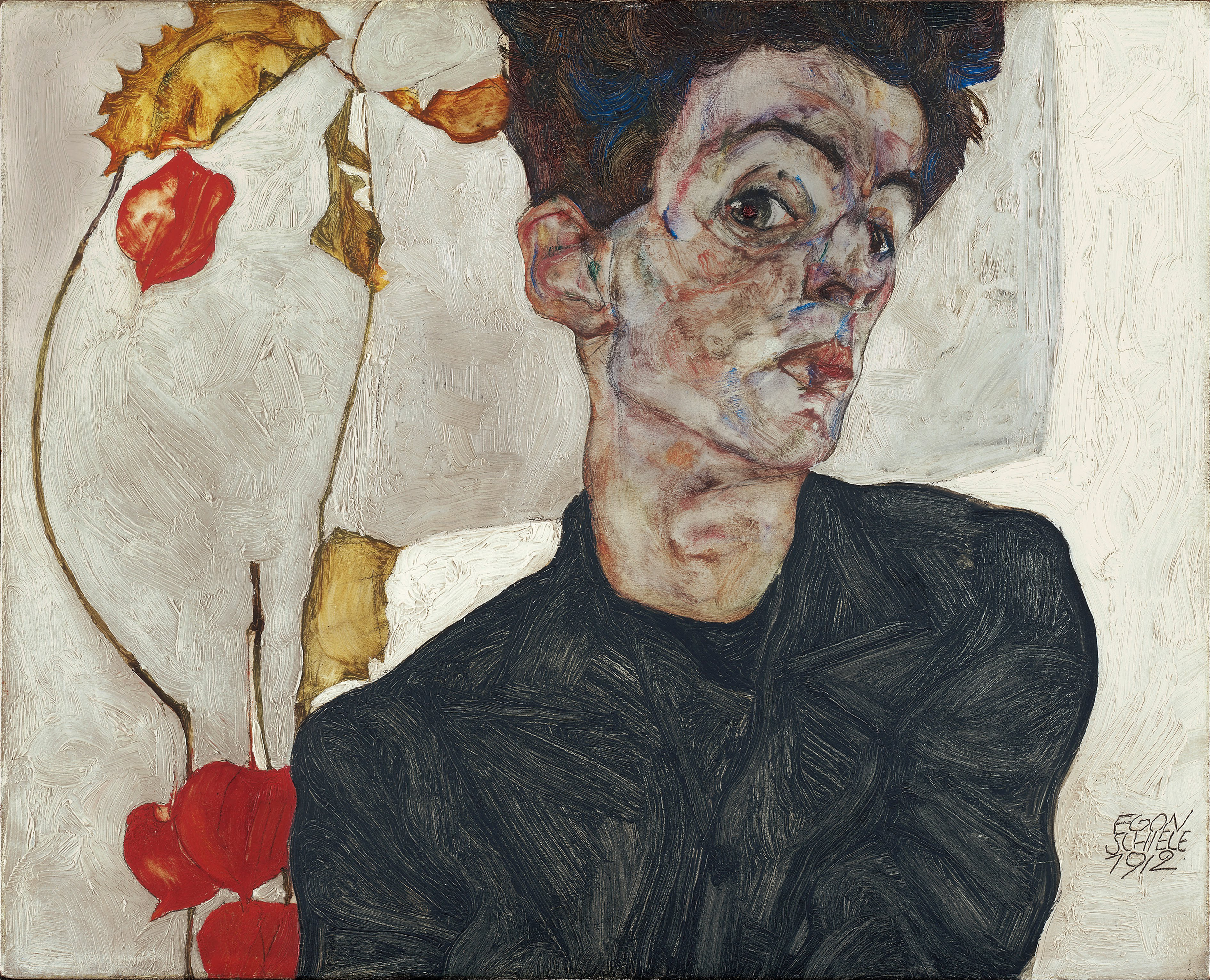
Egon Schiele, Selbstporträt

Egon Leo Adolf Ludwig Schiele (* 12. Juni 1890 in Tulln an der Donau, Österreich-Ungarn; † 31. Oktober 1918 in Wien) war ein österreichischer Maler des Expressionismus. Neben Gustav Klimt und Oskar Kokoschka zählt er zu den bedeutendsten bildenden Künstlern der Wiener Moderne.

## Leben

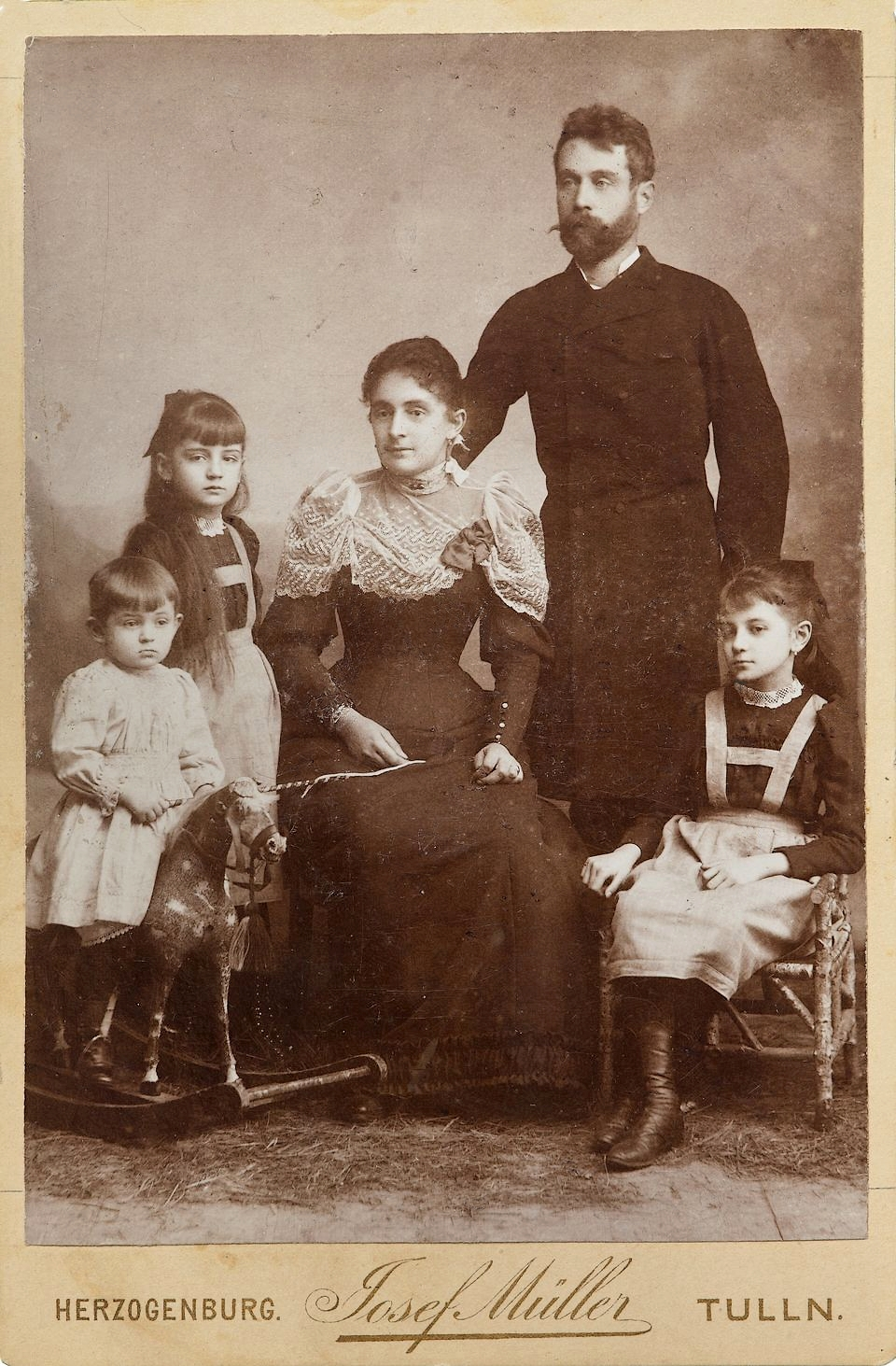
Adolf und Marie Schiele mit ihren Kindern Egon, Melanie und Elvira

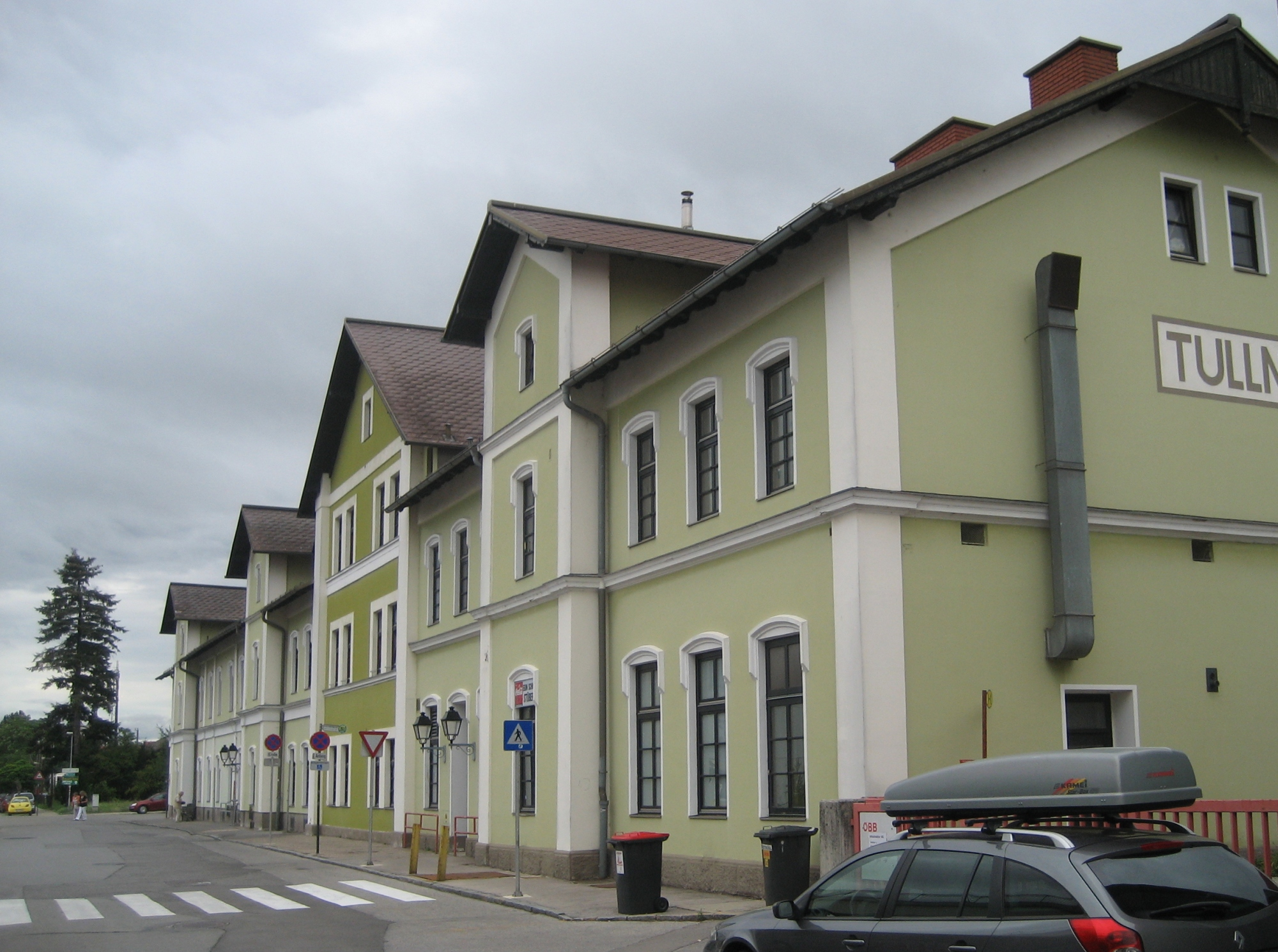
Das Bahnhofsgebäude in Tulln, Egon Schieles Geburtshaus.

Schiele war das dritte Kind des Tullner Bahnhofsvorstands Adolf Eugen Schiele (1850–1904) und dessen Gattin Marie Schiele (1862–1935), geborene Soukup, aus dem südböhmischen Krumau. Egon hatte drei Schwestern: Elvira (1883–1893), die älteste, starb bereits im Alter von zehn Jahren. Melanie (1886–1974) betätigte sich als Modistin und heiratete 1923 ihren Arbeitskollegen Gustav Schuster (1884–1933); Gertrude (1894–1981), die jüngste, heiratete 1914 den Künstler und Freund Schieles Anton Peschka, mit dem sie zwei Kinder bekam. In Egon Schieles Frühzeit stand sie ihm Modell.

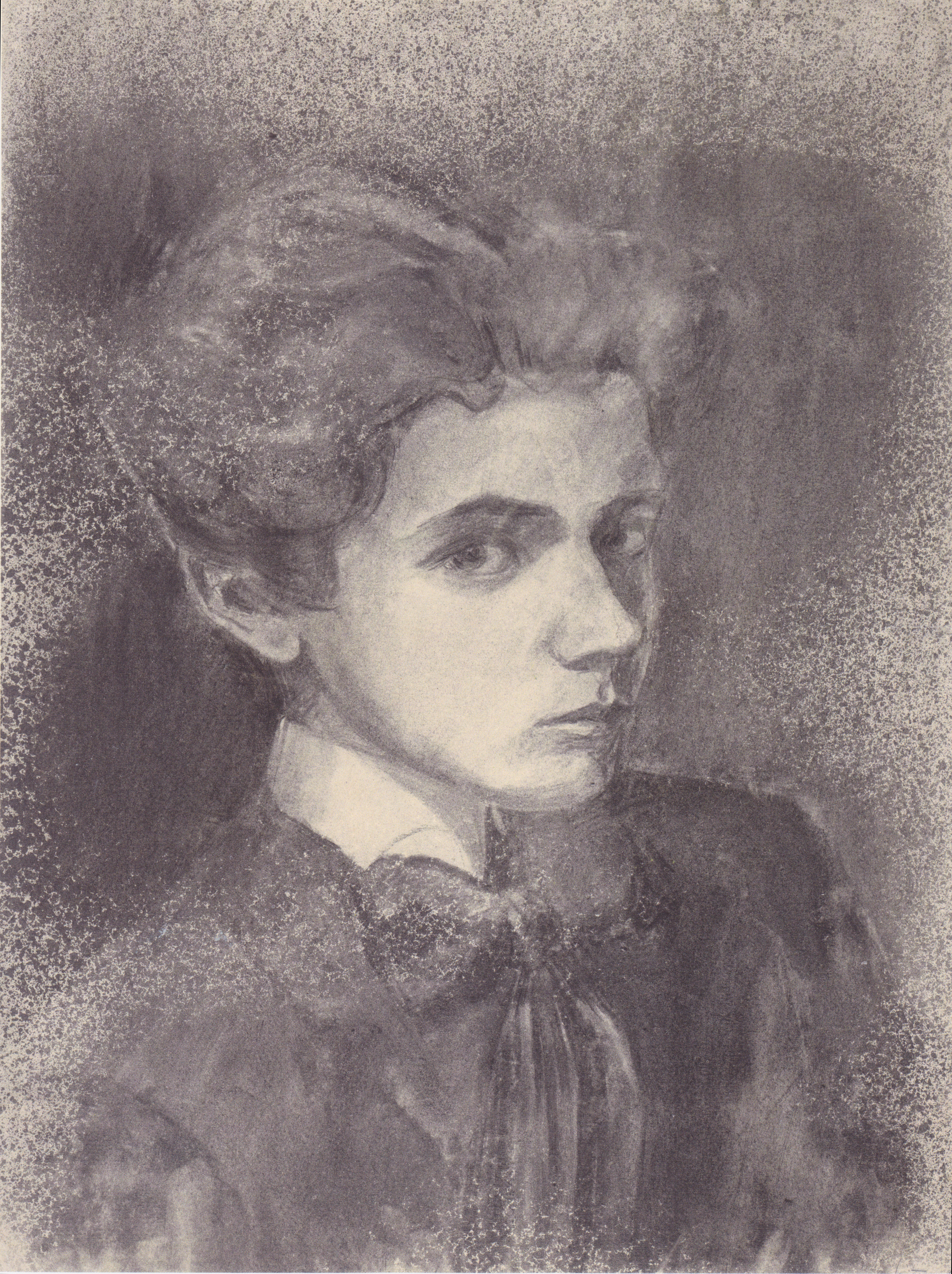
Selbstbildnis Schieles mit 16 Jahren, 1906

Egon Schieles Vater verstarb in der Silvesternacht 1904 auf 1905 an Syphilis. Daraufhin wurde Egons Taufpate und Onkel Leopold Czihaczek (1842–1929) sein Vormund und Förderer. Dieses Ereignis war prägend für Schieles Leben und seine Kunst.
Schiele besuchte 1901 die Volksschule in Tulln, anschließend das Realgymnasium in Krems und ab 1902 das Gymnasium Klosterneuburg wenige Kilometer nördlich von Wien. In dieser Zeit begann er zu zeichnen, vorrangig Episoden aus der Eisenbahnwelt.
Der Kunstlehrer Ludwig Karl Strauch und der Klosterneuburger Künstler Max Kahrer entdeckten bereits dort seine außergewöhnliche Begabung und unterstützten ihn bei seiner Bewerbung für die Wiener Akademie der bildenden Künste, in die er 1906, im Alter von 16 Jahren, aufgenommen wurde.
Dieses Berufsziel entsprach nicht den Vorstellungen seines Vormundes, was zu Auseinandersetzungen mit dem Onkel führte. In der Akademie kam Schiele in die Malklasse Christian Griepenkerls, eines konservativen, in der Tradition des Historismus verwurzelten Künstlers. Zunehmende Spannungen zwischen Lehrer und Schüler führten schließlich nach zwei Jahren, im April 1909, zum freiwilligen Austritt Schieles aus der Akademie. Er gründete mit einigen gleichgesinnten Kommilitonen die Wiener Neukunstgruppe.

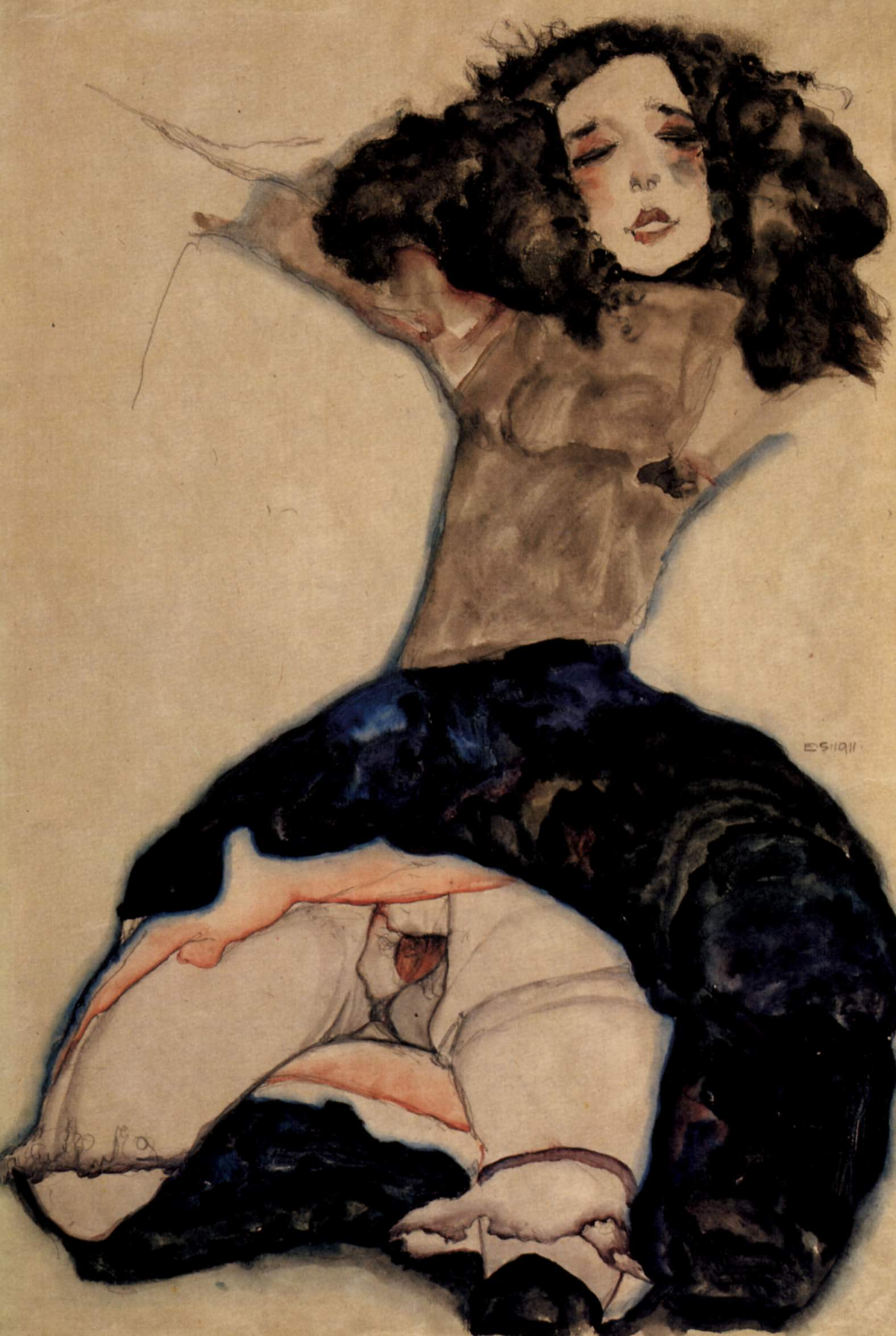
Schwarzhaariges Mädchen mit hochgeschlagenem Rock, Leopold Museum, 1911

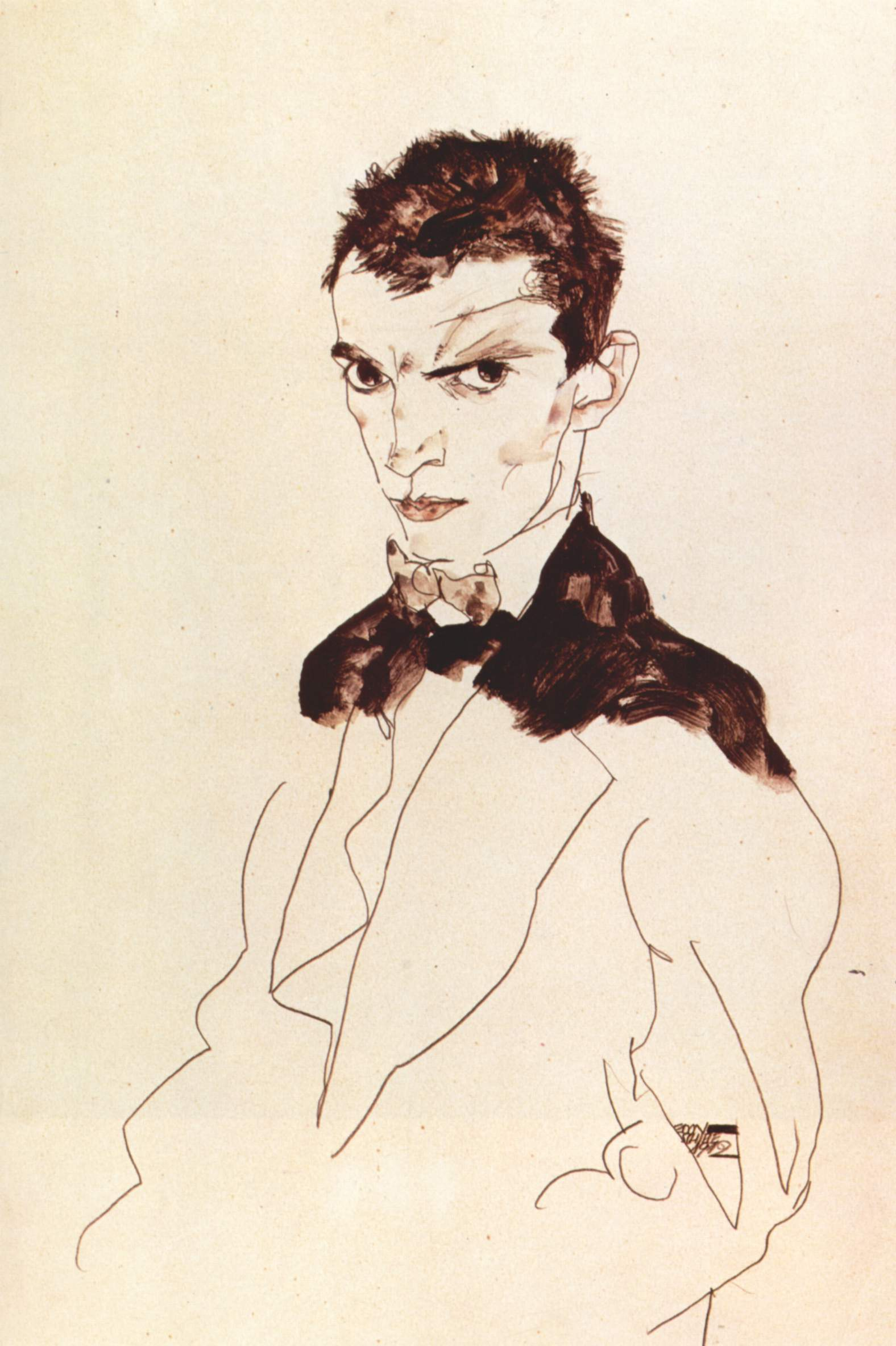
Selbstporträt, 1912

1907 suchte Schiele den ersten persönlichen Kontakt zu Gustav Klimt, der ihm ein väterlicher Freund und Mentor wurde. Auch bezog er in Wien sein erstes eigenes Atelier, in der Kurzbauergasse 6 in der Leopoldstadt, am Rande des Wiener Praters. 1908 beteiligte sich Schiele zum ersten Mal an einer öffentlichen Ausstellung, und zwar im Kaisersaal des Stifts Klosterneuburg. Hier wurde Heinrich Bensch, ein späterer Sammler und Wegbereiter Egon Schieles, auf ihn aufmerksam.
Erste Erfolge feierte Schiele 1909 mit der Ausstellung seiner Werke, die alle sehr an Gustav Klimts Stil erinnern, im Rahmen der Neukunstgruppe in der „Großen Internationalen Kunstschau“ in Wien. Neben Künstlern wie Gustav Klimt und Oskar Kokoschka konnte Schiele sich hier beim Kunstkritiker Arthur Roessler einen Namen machen, der in der Folgezeit durch seine exzellenten Kontakte für Schieles Fortkommen eine entscheidende Rolle spielte.
Durch Roesslers Vermittlung lernte Schiele die Kunstsammler Carl Reininghaus und Oskar Reichel kennen, die seinen Einstand in der Wiener Kunstszene finanziell absicherten und ihn mit zahlreichen Auftragsarbeiten versorgten. Zu seinen Förderern zählte zudem der Kunstsammler Franz Hauer.
Durch die kurze Freundschaft mit Max Oppenheimer, den er 1909 kennenlernte, entfernte sich Schiele vom dekorativen Jugendstil. Etwa zu dieser Zeit zeigte sich in seinen Arbeiten eine deutliche Hinwendung zum Expressionismus und insbesondere dem von van Gogh. Für Schieles Kenntnis der Kunst van Goghs war die »Internationale Kunstschau« von 1909 von ausschlaggebender Wichtigkeit. Sie muss auf den damals Neunzehnjährigen wie eine Offenbarung gewirkt haben. Schiele hatte sicher das Bild Schlafzimmer in Arles vor Augen, als er im Herbst 1911 sein Wohnzimmer in Neulengbach malte.  Die Neukunstgruppe stellte im Dezember 1909 erstmals im Salon des Kunsthändlers Gustav Pisko in Wien aus.
Schieles künstlerische Selbstfindung schien zu dieser Zeit abgeschlossen zu sein, und in vielen seiner Arbeiten wurden die Grenzerfahrungen zwischen Eros und Tod sehr deutlich. Wegen bohemehafter Attitüden, wie sie sein Onkel nannte, legte Leopold Czihaczek die Vormundschaft nieder. Dies führte bei Schiele zu ernsthaften finanziellen Problemen. Eine erste Einzelausstellung von Schieles Arbeiten wurde 1911 in der Wiener Galerie Miethke gezeigt. Im gleichen Jahr lernte er den Münchener Kunsthändler Hans Goltz kennen und wurde im November 1911 von der Künstlervereinigung „Sema“ aufgenommen, zu der unter anderem Alfred Kubin und Paul Klee gehörten.
Das Jahr 1910 markierte mit dem Durchbruch zum Expressionismus einen entscheidenden Wendepunkt in Schieles Kunst.
1910 lebte er mit Liliana Amon in seinem Atelier in der Alserbachstraße im 9. Bezirk. Vom Rummel in der Hauptstadt übersättigt, zog Schiele 1911 aus Wien weg. Gemeinsam mit Wally Neuzil (Wally = Walburga), seinem wohl bekanntesten Modell, übersiedelte er nach Krumau (tschechisch Český Krumlov), dem Geburtsort seiner Mutter. Dort begann für Schiele eine künstlerisch überaus produktive Periode. Die Altstadt Krumaus wurde zu dieser Zeit zu seinem beliebtesten Motiv. Doch die Bevölkerung fand Schieles Lebensstil anstößig; Auslöser waren wohl die wilde Ehe mit Wally Neuzil und die Besuche von Kindern in Schieles Atelier.
Gemeinsam zogen sie daher noch im gleichen Jahr nach Neulengbach und mieteten eine Wohnung in Au am Anzbach. In Neulengbach wurde er wegen angeblicher Entführung und Schändung eines Mädchens in Untersuchungshaft genommen, der Vorwurf der Entführung erwies sich als haltlos; dennoch verurteilte ihn das Gericht wegen „Verbreitung unsittlicher Zeichnungen“. Insgesamt verbrachte Schiele 24 Tage im Gefängnis, wo er einige Skizzen von seinem Aufenthalt zeichnete.
1912 kehrte er nach Wien zurück. Gemeinsam mit der Neukunstgruppe wurden Arbeiten im Budapester Künstlerhaus gezeigt. Während der zweiten Ausstellung des Blauen Reiters wurden parallel Arbeiten von Schiele in der Galerie Hans Goltz in München vorgestellt. Eine Aufnahme Schieles in den Kreis des Blauen Reiters war von den Mitgliedern nicht akzeptiert worden. Das Folkwang Museum in Hagen (Nordrhein-Westfalen) zeigte eine repräsentative Ausstellung, darunter auch Bilder von Egon Schiele.
Dank seines Gönners und väterlichen Freundes Gustav Klimt konnte er trotz seines schlechten Rufs, der ihm nach Wien vorausgeeilt war, schnell wieder Fuß fassen. Klimt vermittelte ihm wichtige Kontakte zu Sammlern und Galeristen, so unter anderem auch zu einem seiner wichtigsten Sammler, dem Industriellen August Lederer. Er feierte in der österreichischen Kunstszene erneut große Erfolge. So wurden in einer Ausstellung des Wiener Hagenbundes sieben Ölgemälde, darunter auch Die Eremiten, gezeigt.
Die Eremiten sind als Schiele und Klimt – nach anderen Lesarten auch Franz von Assisi oder der Vater des Künstlers – zu identifizieren. Der Denkmalcharakter ist nun völlig aufgegeben, die Statik wurde durch ein transitorisches Moment ersetzt. Schiele schreibt in einem Brief an seinen Sammler und Förderer Carl Reininghaus von „Körpern von Empfindungsmenschen“: » – Sehe die beiden Gestalten gleich einer dieser Erde ähnlichen Staubwolke, die sich aufbauen will und kraftlos zusammenbrechen muß«. Selten ist der Körper des Menschen so ausschließlich als Materialisation seelischer Kräfte verstanden worden wie in diesem Bild.
Im Oktober 1912 mietete Schiele ein neues Atelier in der Hietzinger Hauptstraße 101, das er bis Juni 1918, fast bis zu seinem Tod, behalten sollte. Sein Mentor Klimt hatte sein Atelier in der Nähe. Der 13. Bezirk, Hietzing, gilt in Wien bis heute als bessere Gegend; u. a. befand sich die Kaiserresidenz Schloss Schönbrunn in diesem Bezirk.
1913 ernannte ihn der Bund Österreichischer Künstler, dessen Präsident Gustav Klimt war, zum Mitglied. Im März folgten einige Ausstellungen in Österreich und Deutschland.
Bis 1916 reichte Schiele selbst mehrmals in Folge theoretische und literarische Texte bei der Berliner Zeitschrift Die Aktion ein. 1916 brachte diese ein eigenes Egon-Schiele-Heft heraus (Nr. 35/36). Zunehmend beschäftigte er sich auch ab 1914 mit Holzschnitten und Radierungen, deren Techniken er durch den Maler und Grafiker Robert Philippi  erlernt hatte.
Am 21. Juni 1915 wurde Schiele als Einjährig-Freiwilliger des k. u. k. Infanterie-Regiments Nr. 75 zum Kriegsdienst eingezogen. Kurz vor seiner Versetzung nach Prag heiratete Schiele am 17. Juni 1915 seine langjährige Freundin Edith Harms; sie wohnte mit ihrer Schwester Adele und ihren Eltern gegenüber seinem Atelier, an der Adresse Hietzinger Hauptstraße 114. Edith forderte von Schiele den Bruch mit Wally Neuzil, den er schweren Herzens vollzog, nachdem beide Frauen ein Dreiecksverhältnis abgelehnt hatten.
Ab Mai 1916 diente Schiele als Soldat in der Provianturkanzlei des Kriegsgefangenenlagers Mühling bei Wieselburg in Niederösterreich und malte in dieser Zeit bei Purgstall ein einziges Ölbild, Die zerfallende Mühle, die er im Erlauftal vorfand und deren Eigner, zum Kriegsdienst eingezogen, sich nicht um Reparaturen nach Hochwassern kümmern konnte.
In diesem Gemälde wurde etwas Manierismus in der Farbigkeit festgestellt, doch kommt es andererseits zu einem für Schieles Gemälde bisher ungewöhnlichen Eindringen naturalistischer Details und optischer Effekte.
Nach seiner militärischen Grundausbildung und den damit verbundenen Versetzungen kam Schiele 1917 wieder nach Wien, wo er vorerst als Schreiber (militärischer Verwaltungsangestellter) der „k.u.k. Konsum-Anstalt für die Gagisten der Armee im Felde“ beschäftigt war. Stets traf er auf wohlwollende Vorgesetzte, die ihm auch die Gelegenheit zu künstlerischem Schaffen ermöglichten; „wo immer er war, sein Dienst war mehr als leicht“. Als Militärzeichner wurde Schiele von seinem Vorgesetzten, dem Oberleutnant Dr. Hans Rosé, beauftragt, die Räume der Konsum-Anstalt für die Gagisten der Armee im Felde sowie deren über das ganze Gebiet der Monarchie verstreuten Filialen in Zeichnungen festzuhalten. In dieser Zeit porträtierte er auch russische Kriegsgefangene und österreichische Offiziere.
Dennoch fühlte sich Schiele fehlbesetzt und stellte an die Armeeführung folgendes Ansuchen: Meine Beschäftigung entspricht nicht meiner künstlerischen Qualifikation. Ich glaube, dass die Möglichkeit für mich bestünde, im Rahmen meines Militärdienstes im Heeresmuseum eine angemessene Beschäftigung und Verwendung zu finden, so dass meine Kräfte als Maler und Künstler nicht brach liegen müssen und ich im dem Vaterlande mit dem, was ich wirklich kann, nützen könnte. Anfang 1917 wurde er gemeinsam mit Albert Paris Gütersloh beauftragt, Werke junger Künstler für die „Kriegsausstellung 1917“ im Wiener Prater auszuwählen.

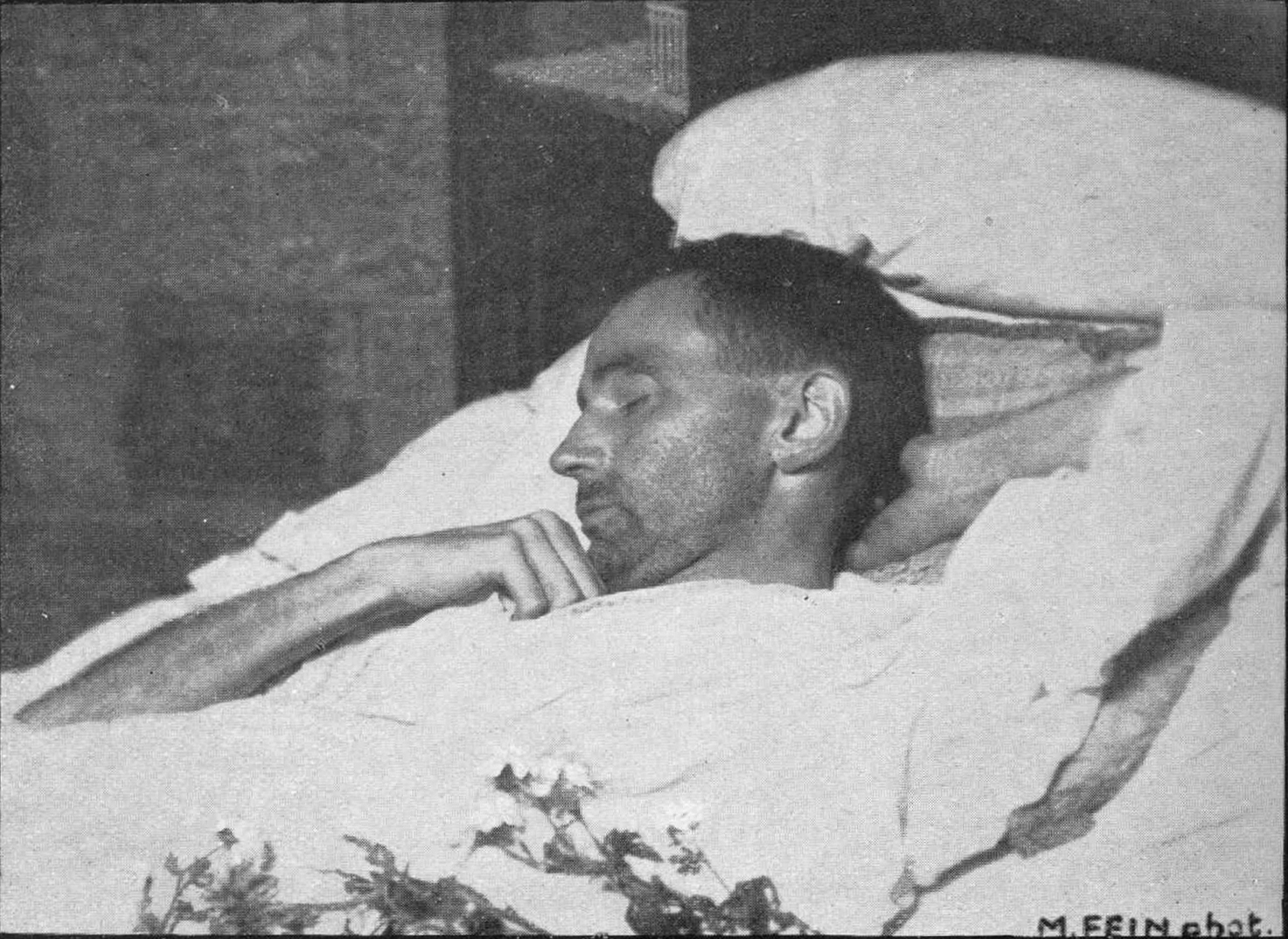
Egon Schiele auf seinem Totenbett, fotografiert von Martha Fein

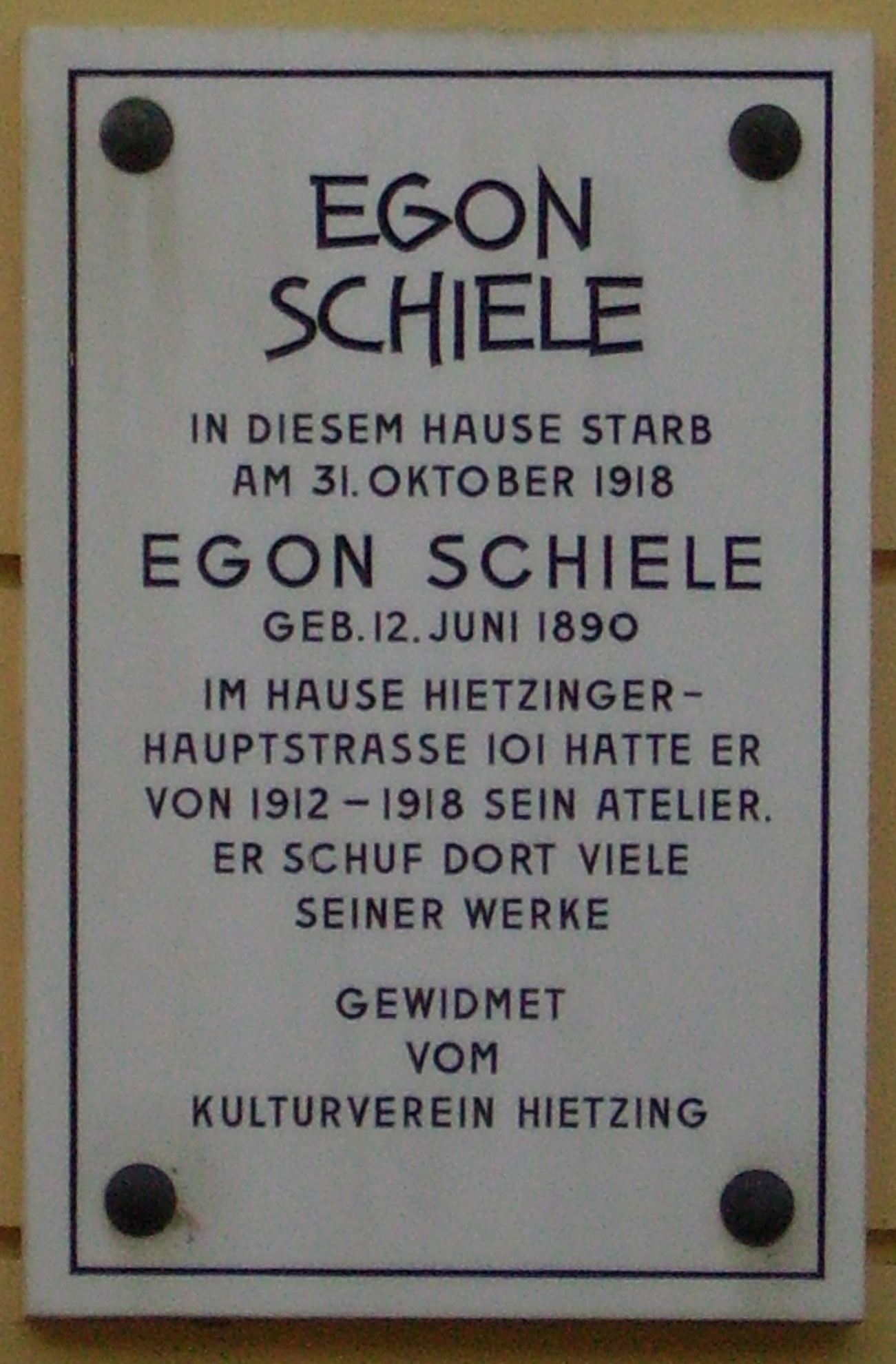
Gedenktafel am Sterbehaus

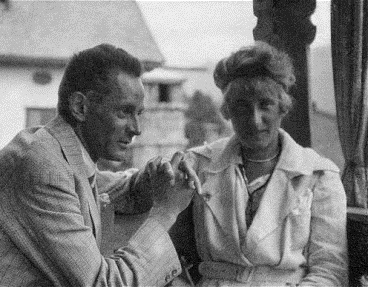
Egon Schiele und Edith Harms, zirka 1918

Für die Dauer von sechs Monaten wurde er am 29. April 1918 zum k. u. k. Heeresmuseum abkommandiert, wo er gemeinsam mit Anton Faistauer Kriegsbilderausstellungen organisierte und seiner Malerei nachgehen konnte. Der dortige Direktor, Wilhelm John, räumte Schiele, der nach den bisher vornehmlich in Schreibstuben verbrachten Dienstjahren nun „darauf brannte, Versäumtes nachzuholen“, neben seinen geringen dienstlichen Pflichten auch hier den Freiraum für dessen künstlerisches Schaffen ein.
Am 6. Februar 1918 starb Gustav Klimt. Schiele fertigte tags darauf in der Totenkammer des Allgemeinen Krankenhauses drei Zeichnungen von Klimt an. Zu diesem Zeitpunkt stieg Schiele in der Wiener Kunstszene auf; so war etwa die 49. Ausstellung der Wiener Secession ihm gewidmet. Dabei stellte er 19 große Gemälde und 29 Zeichnungen aus. Das Bild „Edith Schiele sitzend“ wurde vom Direktor der Modernen Galerie (1915–1938), Franz Martin Haberditzl, erworben. Weitere Ausstellungen und Erfolge schlossen sich an, auch Schieles Vorstellungen zum Aufbau einer Kunstschule entstanden zu dieser Zeit. Zunehmend positiver fiel auch die Bewertung seiner Arbeit durch die Presse aus.
Zuletzt wohnte und arbeitete Schiele seit Juli 1918 in Alt-Hietzing, 13., Wattmanngasse 6, näher am Bezirkszentrum. Gegen Ende des Krieges, im Herbst 1918, überzog die katastrophale Spanische Grippe die österreichische Hauptstadt. Edith Schiele, im sechsten Monat schwanger, erlag dieser Krankheit am 28. Oktober in der Wohnung in der Wattmanngasse. Auch Egon Schiele steckte sich an und verstarb, erst 28 Jahre alt, am 31. Oktober 1918 in der Wohnung der Familie seiner Frau in Wien 13., Hietzinger Hauptstraße 114. Die Entstehung seines undatierten und unsignierten Gemäldes „Kauerndes Menschenpaar (die Familie)“, wird fälschlicherweise immer wieder in die Zeit zwischen dem Todestag von Edith Schiele und dem Todestag Egon Schieles datiert. Tatsächlich entstand das Bild wohl 1917/1918. Es wurde erstmals im März 1918 anlässlich der XLIX. Ausstellung der Wiener Secession öffentlich gezeigt und erhielt seinen heutigen Titel erst nach Schieles Tod. Im Gegensatz zu einigen früheren Werken (zum Beispiel „Umarmung“ oder „Liebespaar“) scheint eine umfassendere Idee erkennbar: der Darstellung erotischer Liebesbeziehungen der Geschlechter folgt die gültige Ausweitung des Themas auf den Bereich Familie, eine Besinnung auf die wesenhaften Aufgaben und Rollen von Mann und Frau.
Egon Schiele wurde in einem ehrenhalber gewidmeten Grab auf dem Ober-St.-Veiter Friedhof in seinem letzten Wohnbezirk in Wien neben seiner Frau beigesetzt. 1968 wurde auch seine Schwägerin Adele Harms, 78-jährig gestorben, hier bestattet.

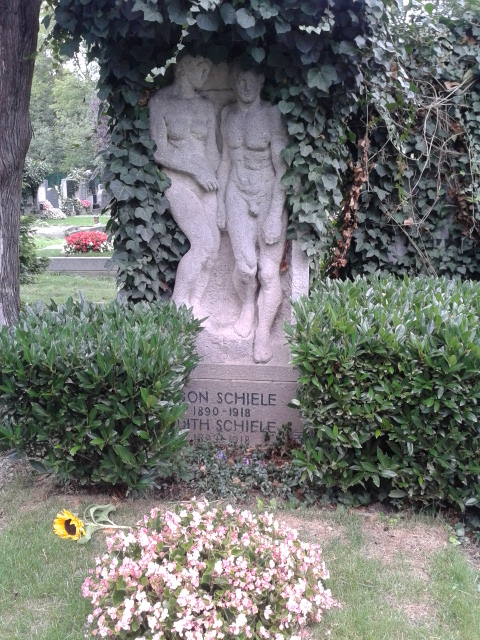
Grab von Egon und Edith Schiele auf dem Ober-St.-Veiter Friedhof in Wien

## Nachleben
1930 wurde in der 1928–1932 errichteten Siedlung Lockerwiese im Bezirksteil Lainz des 13. Wiener Bezirks die Egon-Schiele-Gasse nach dem Künstler benannt.
Nach dem Ende des Zweiten Weltkrieges nahmen auch die internationale Anerkennung und das Ausstellen von Werken Schieles deutlich zu. So fand 1945 eine Ausstellung in der Galerie St. Etienne in New York statt. Die Akademie der bildenden Künste Wien zeigte 1948 eine Werkschau. 1964 gab es außerordentlich große Resonanz bei Ausstellungen in Boston, Florenz und New York. Im gleichen Jahr wurden bei der documenta 3 in Kassel Arbeiten von Egon Schiele in der Abteilung Handzeichnungen ausgestellt.
Am 24. April 1990 erschien die österreichische 500-Schilling-Gedenkmünze Egon Schiele in Silber, gestaltet von Thomas Pesendorfer. Auf der Vorderseite sieht man das Porträt des Künstlers mit Namensnennung in Form seiner bekannten Signatur, auf der Rückseite eine Abbildung eines seiner späteren Werke: „Mutter mit zwei Kindern“.

## Werk

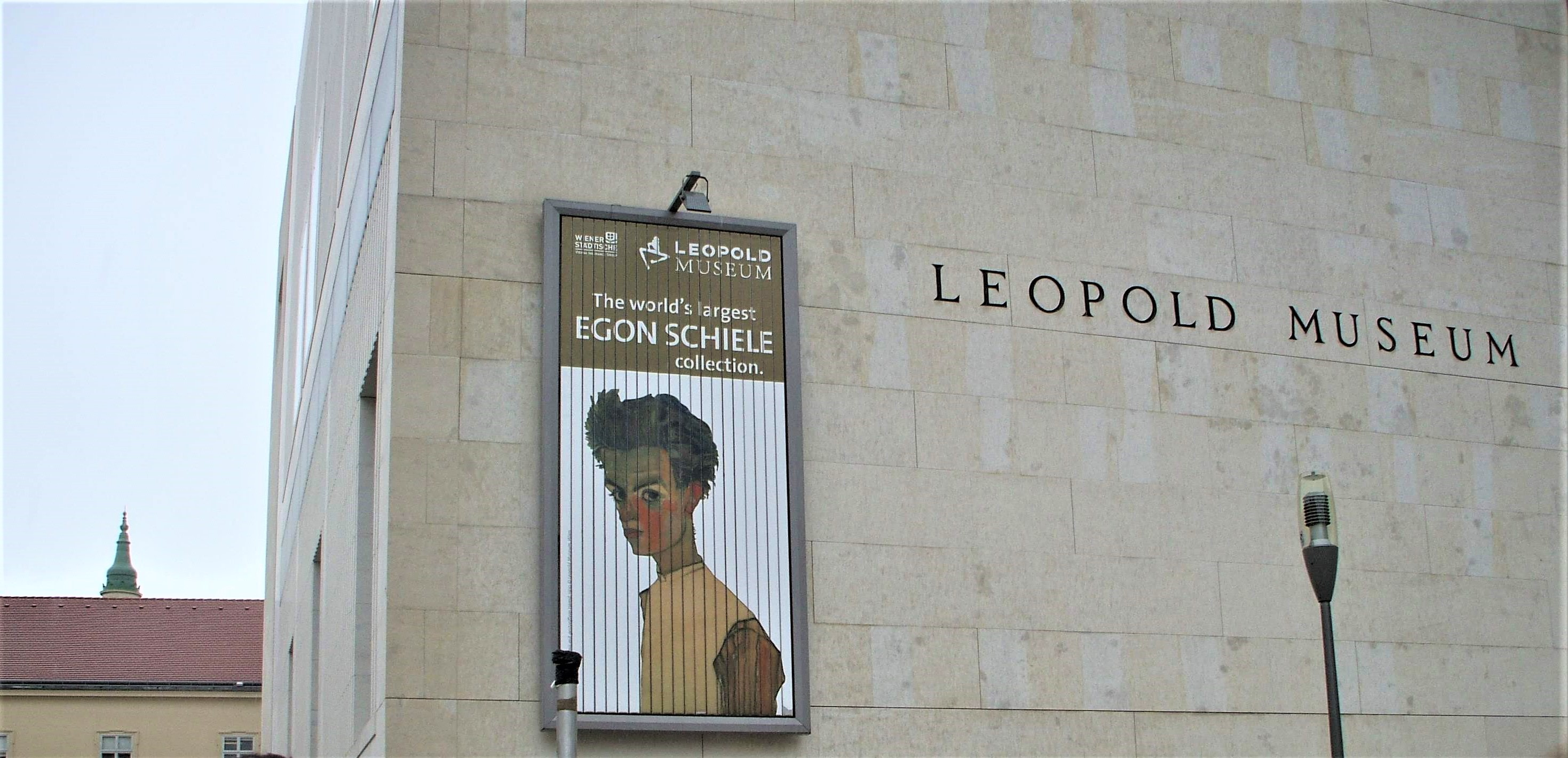
Banner der Egon Schiele Collection, Leopold Museum, Wien, 2008

Viele von Schieles Werken gelangten ab 1914 durch Ankauf oder im Austausch gegen Zahnbehandlungen in das Eigentum des jüdischen Zahnarztes und Kunstsammlers Heinrich Rieger. Das NS-Regime 'arisierte' nach der Machtergreifung in Österreich seine Sammlung Rieger. Ein großer Teil von Schieles Werk aus dieser Sammlung ist (Stand 2009) verschollen und Gegenstand umfangreicher Provenienzforschungen.
Schieles Werke erzielen auf internationalen Auktionen heute Höchstpreise. In Museen weltweit sind seine Bilder hochbegehrt; sie finden ungeachtet seiner künstlerischen Genialität durch Schieles Ruf als „Frühvollendeter“ Bewunderung. Die größten Sammlungen von Schiele-Werken befinden sich in Wiener Museen wie dem Leopold Museum, dem Belvedere, der Albertina und dem Kunsthaus Zug in der Schweiz. 
Neben zahlreichen Selbstbildnissen ist Schiele vor allem für seine Akte, die fast ausschließlich Frauen und Kinder zeigen, bekannt. Aber auch seine Landschaftsbilder und Städtebilder erfreuen sich großer Beliebtheit.
1964 wurden Arbeiten von ihm auf der documenta 3 in Kassel in der Abteilung Handzeichnungen gezeigt.

Werke von Egon Schiele
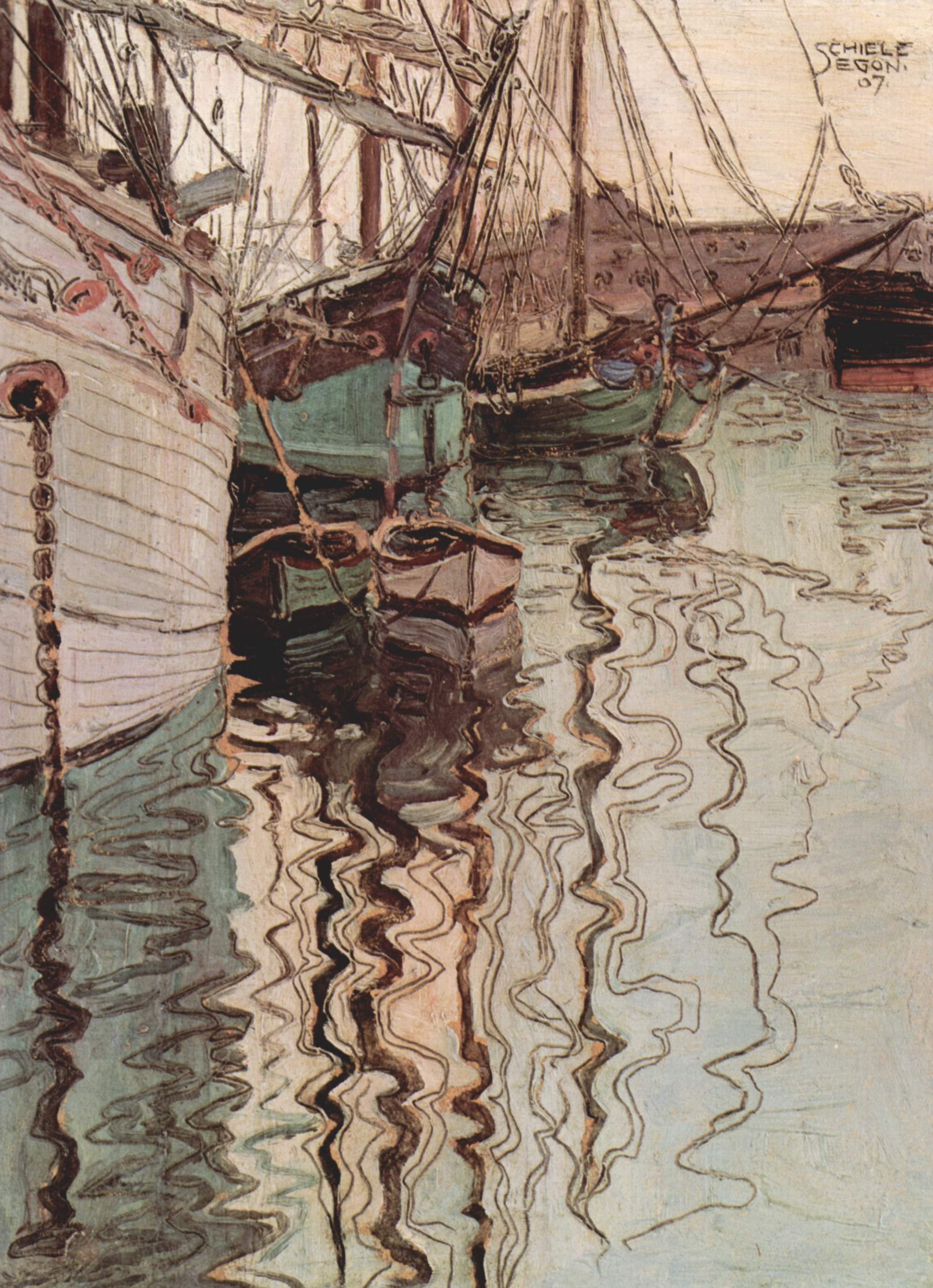
Der Hafen von Triest, Privatbesitz, 1907
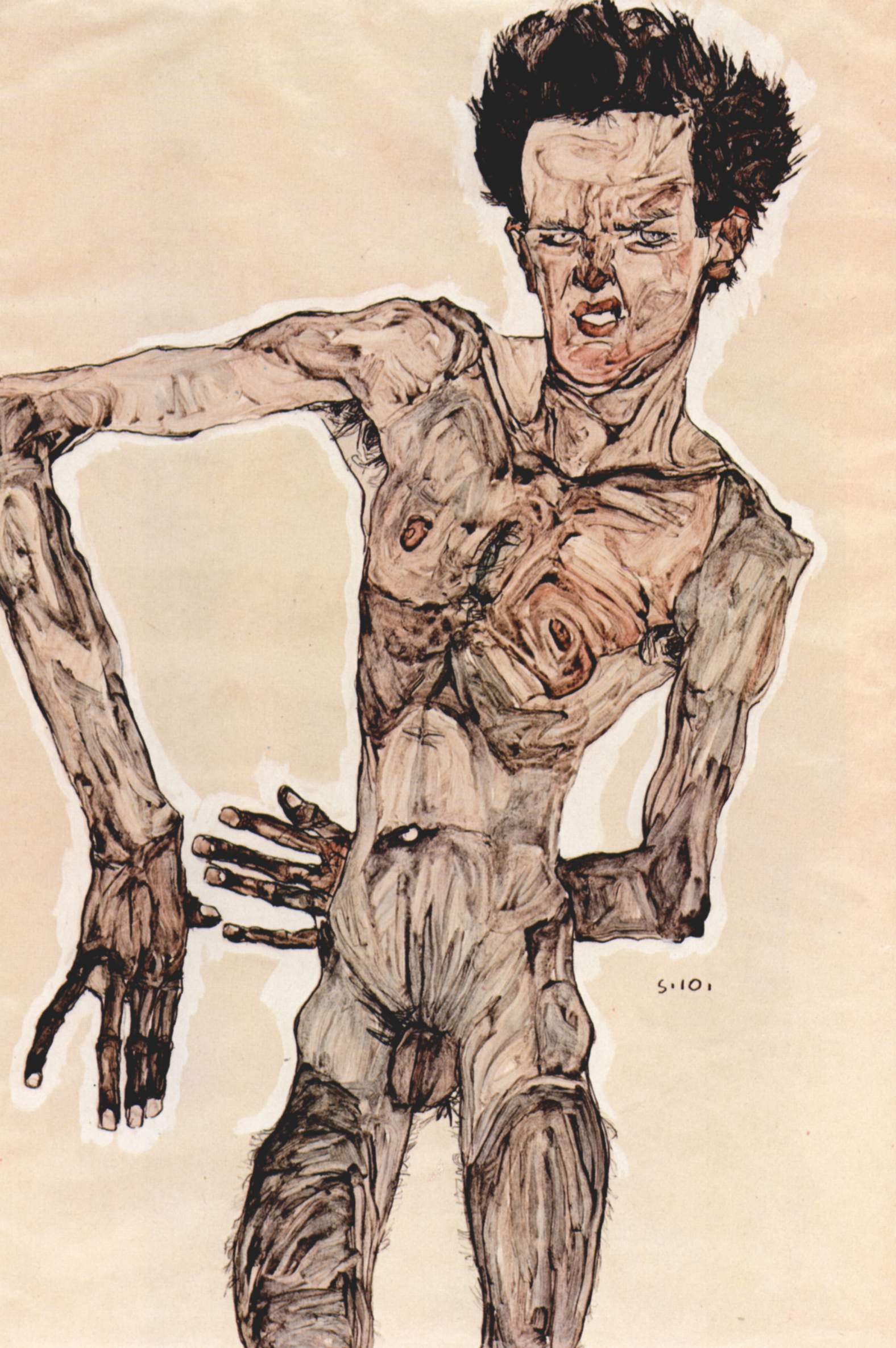
Männlicher Akt, Selbstporträt, Albertina, Wien, 1910
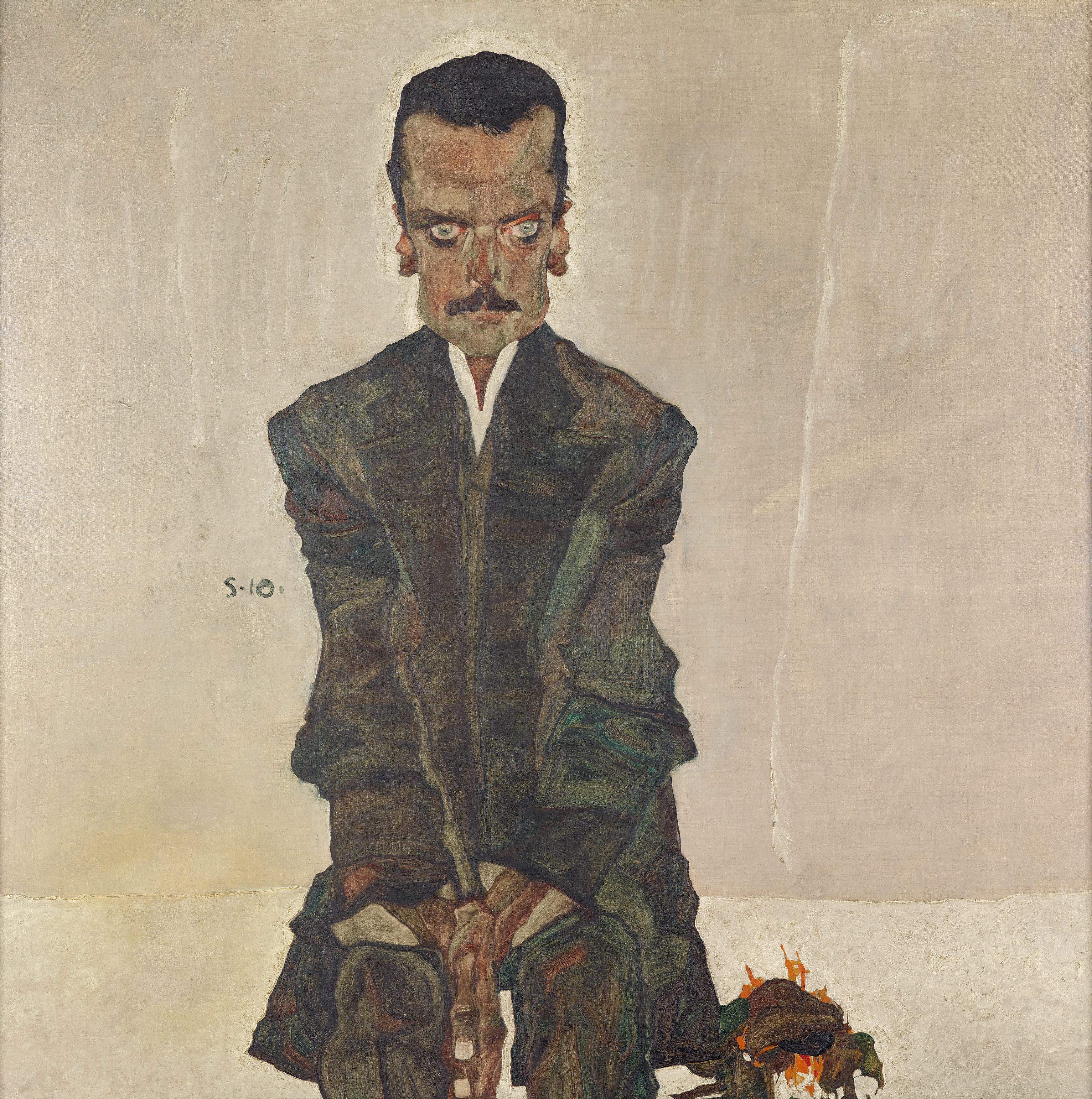
Porträt Eduard Kosmack, Belvedere, Wien, 1910
Weiblicher Akt, Albertina, Wien, 1910
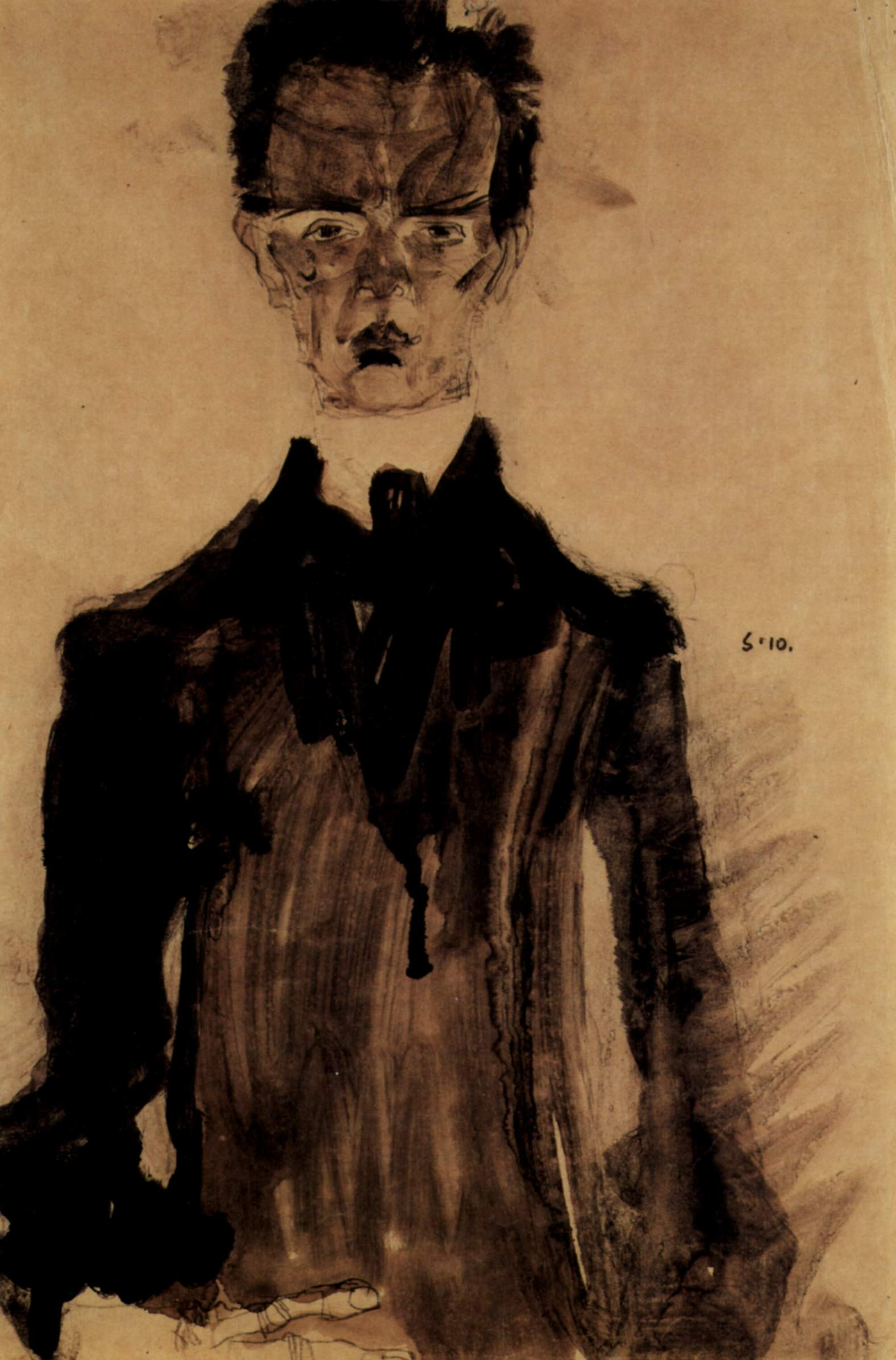
Selbstporträt im schwarzen Gewand, Leopold Museum, Wien, 1910
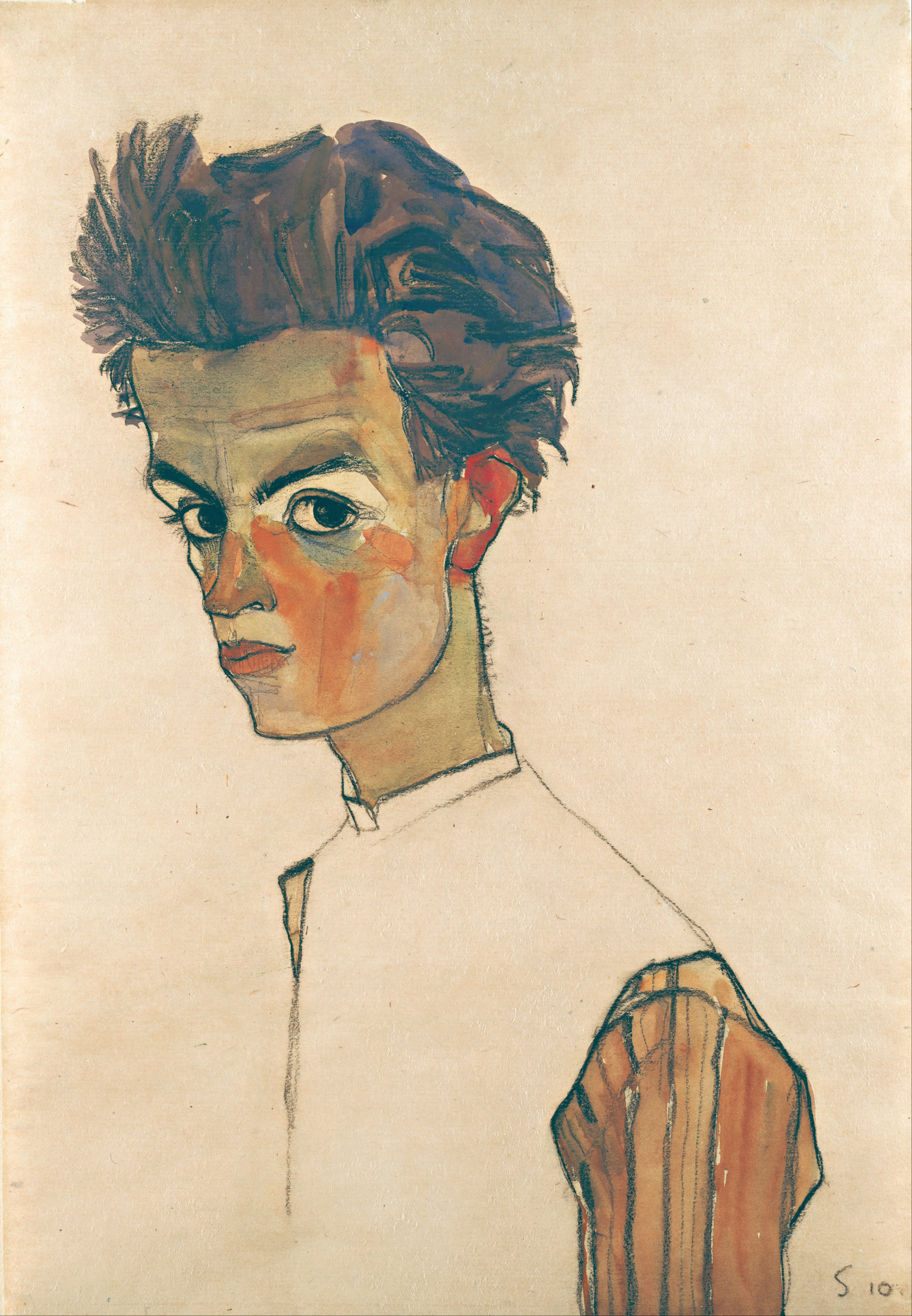
Selbstbildnis mit gestreiftem Hemd, Leopold Museum, Wien, 1910
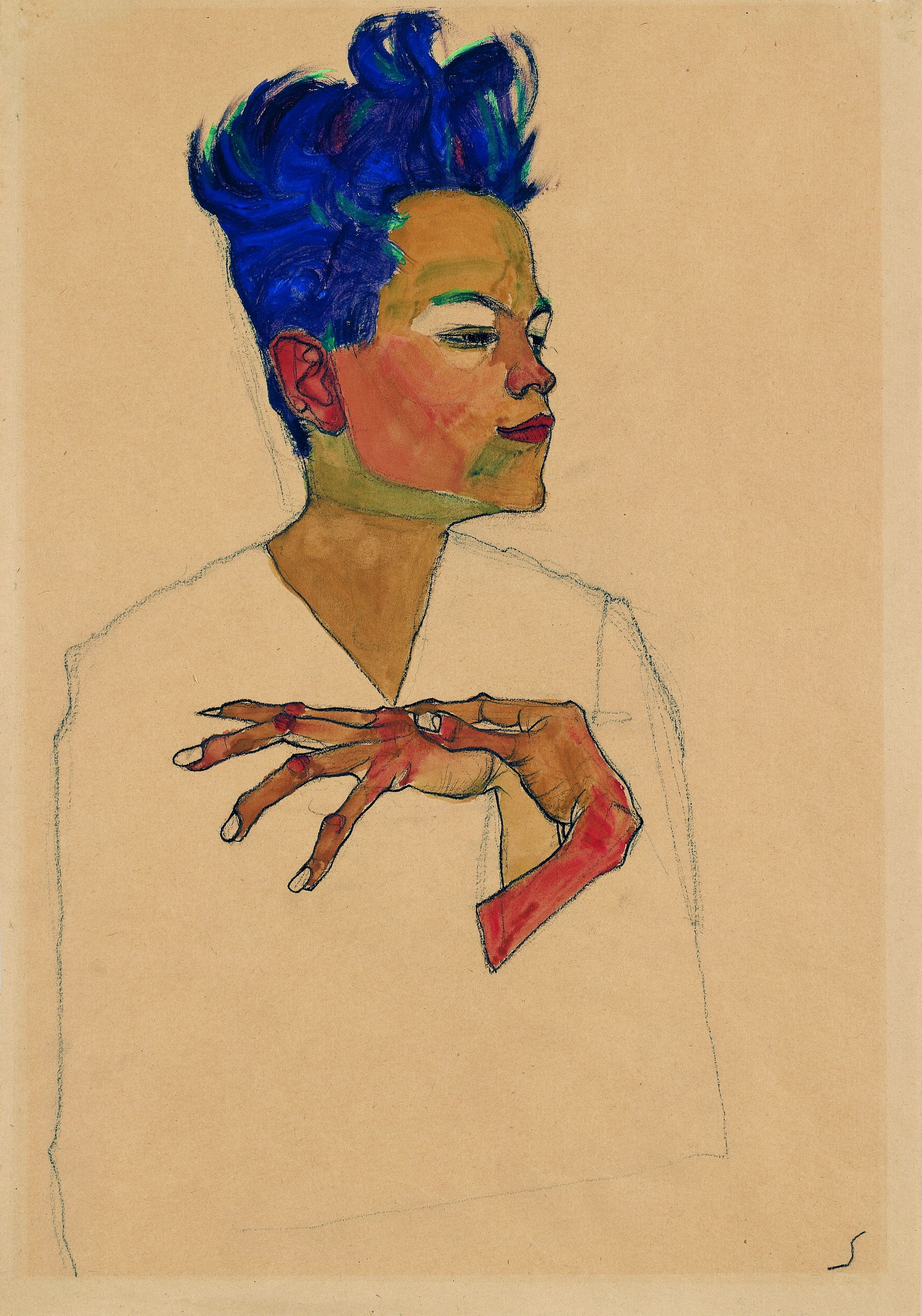
Selbstporträt mit an die Brust gelegten Händen, Kunsthaus Zug, 1910
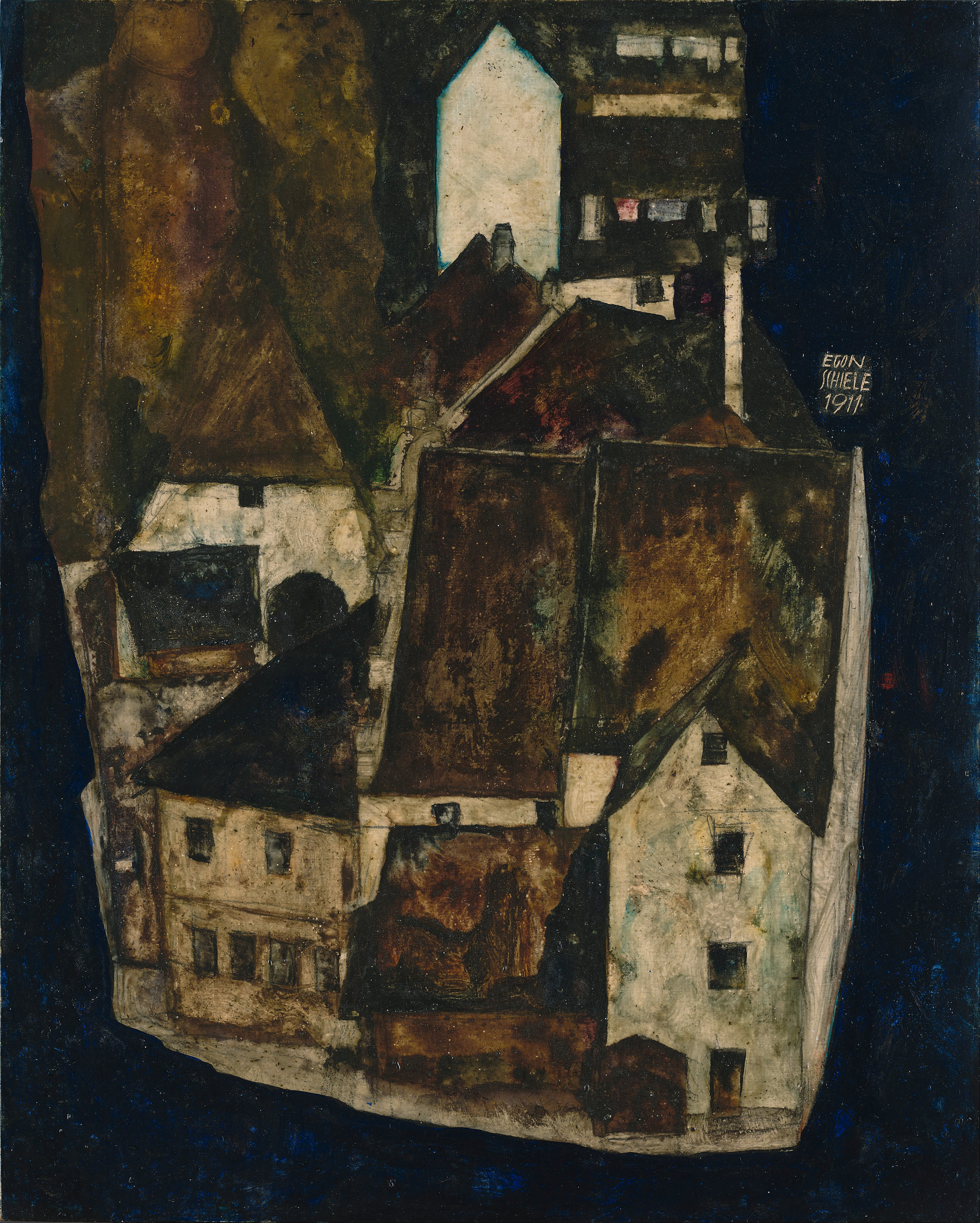
Tote Stadt III, Leopold Museum, Wien, 1911
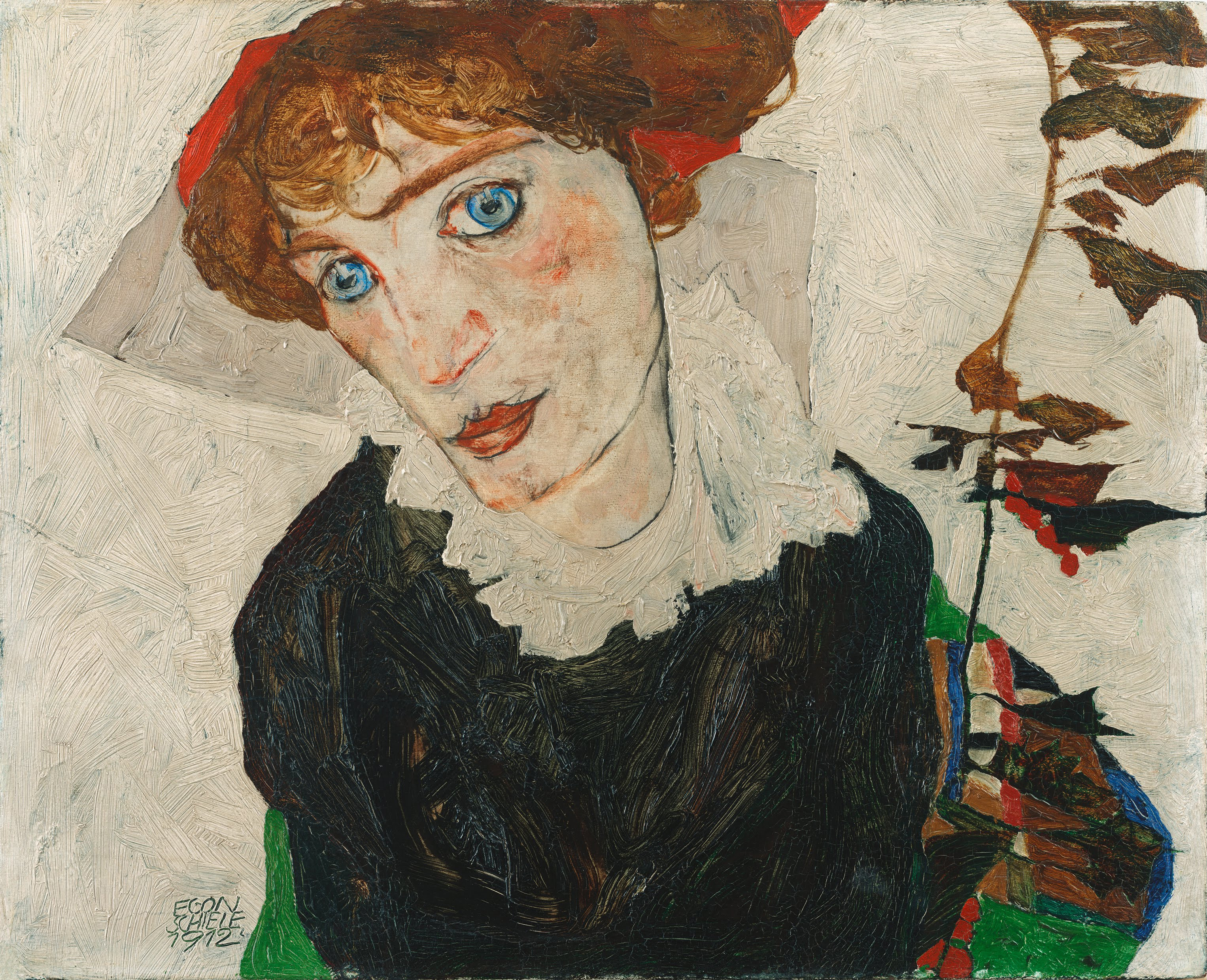
Wally, Leopold Museum, Wien, 1912
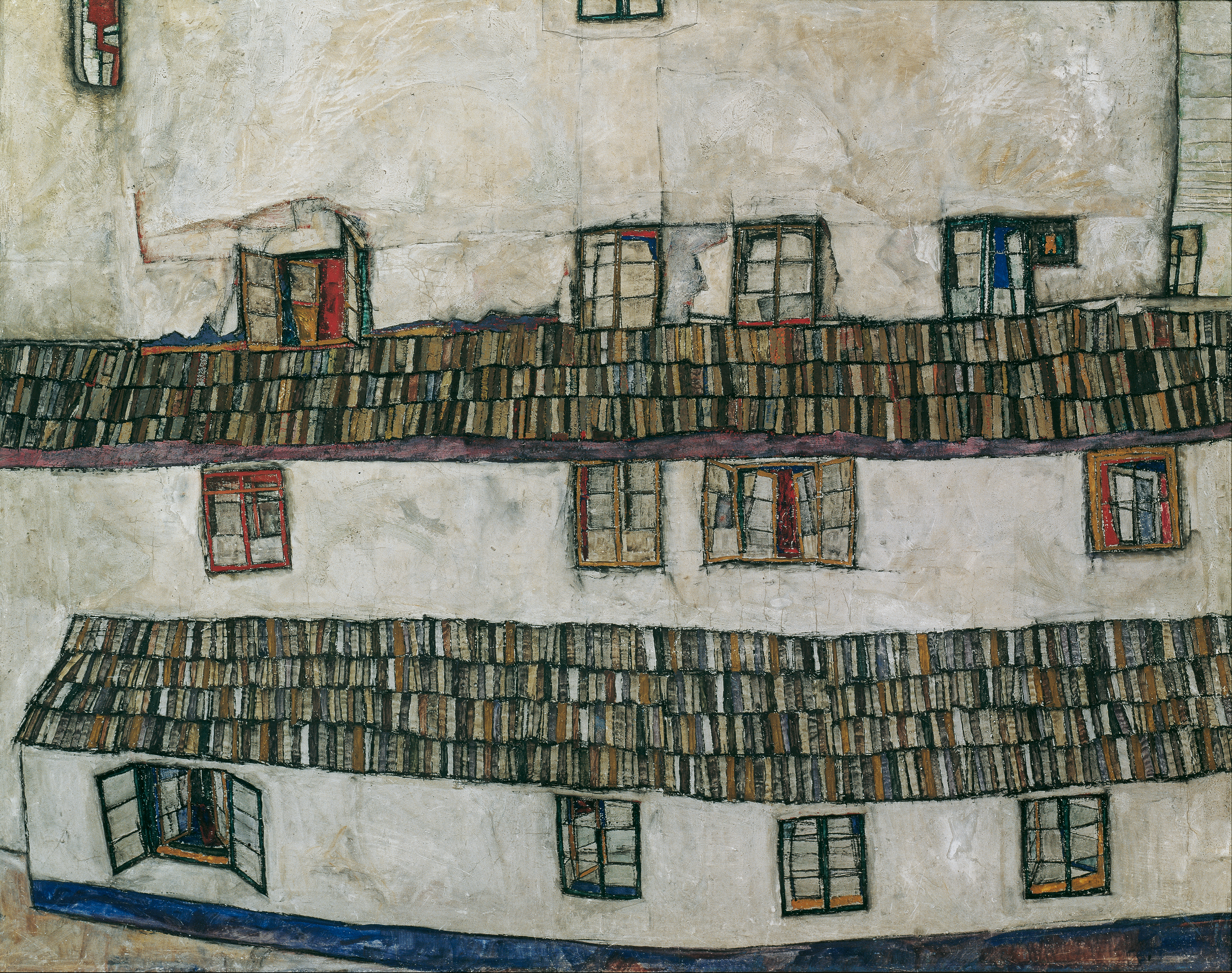
Hauswand (Fenster), Belvedere, Wien, 1914
Fräulein Beer, Privatbesitz, 1914
Tod und Mädchen, Belvedere, Wien, 1915
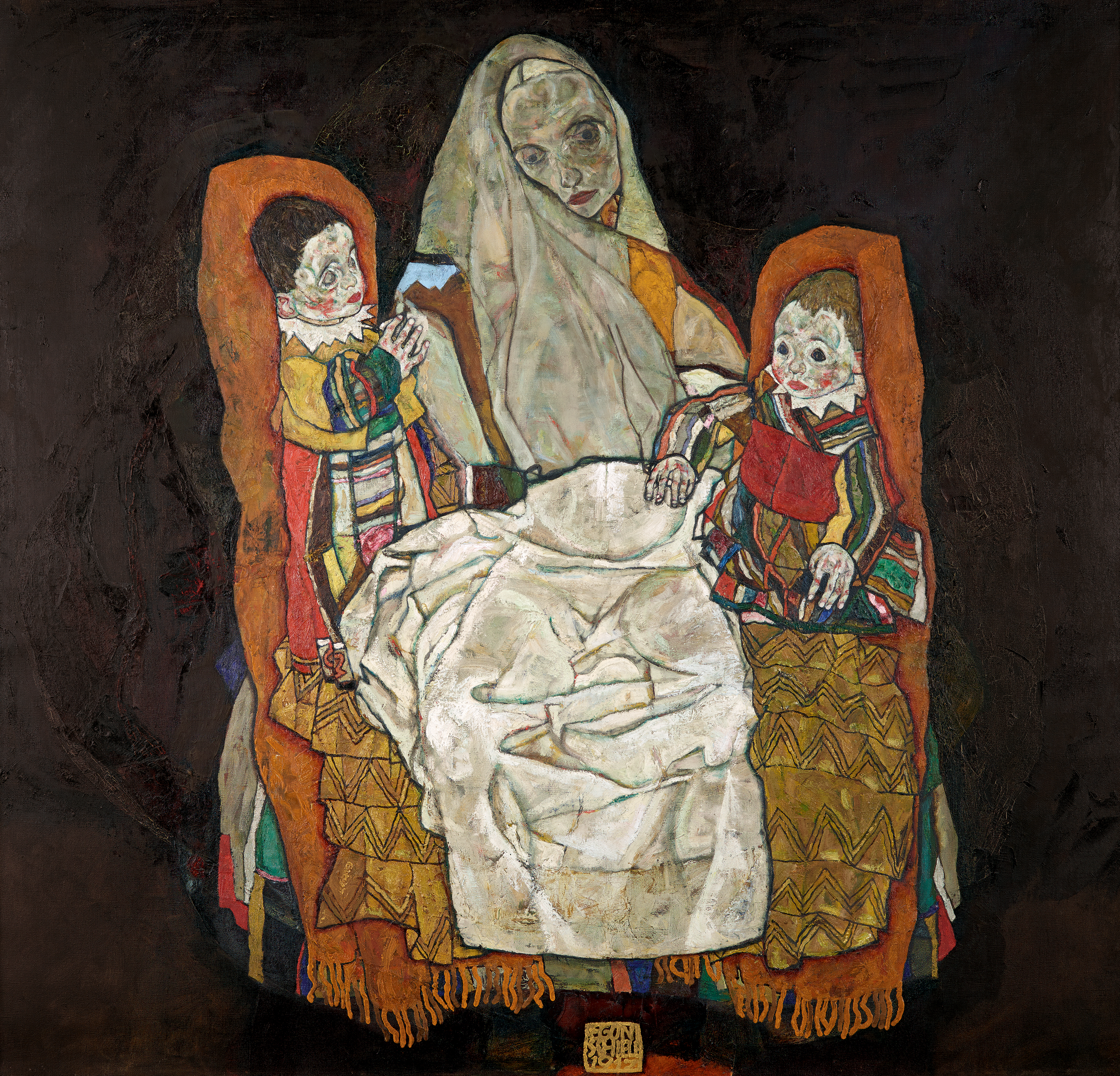
Mutter mit zwei Kindern (Die Mutter), Belvedere, Wien, 1915–17
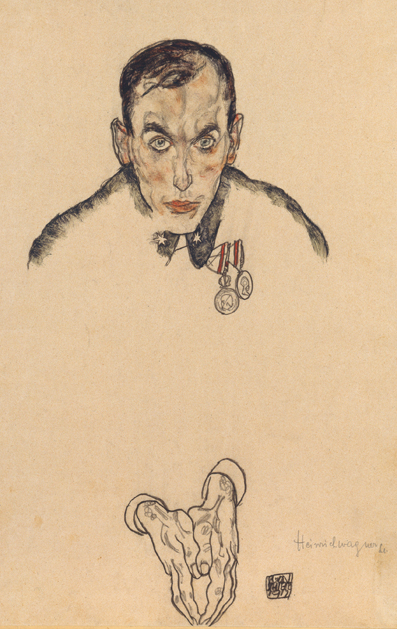
Porträt Leutnant Heinrich Wagner, HGM, Wien, 1917
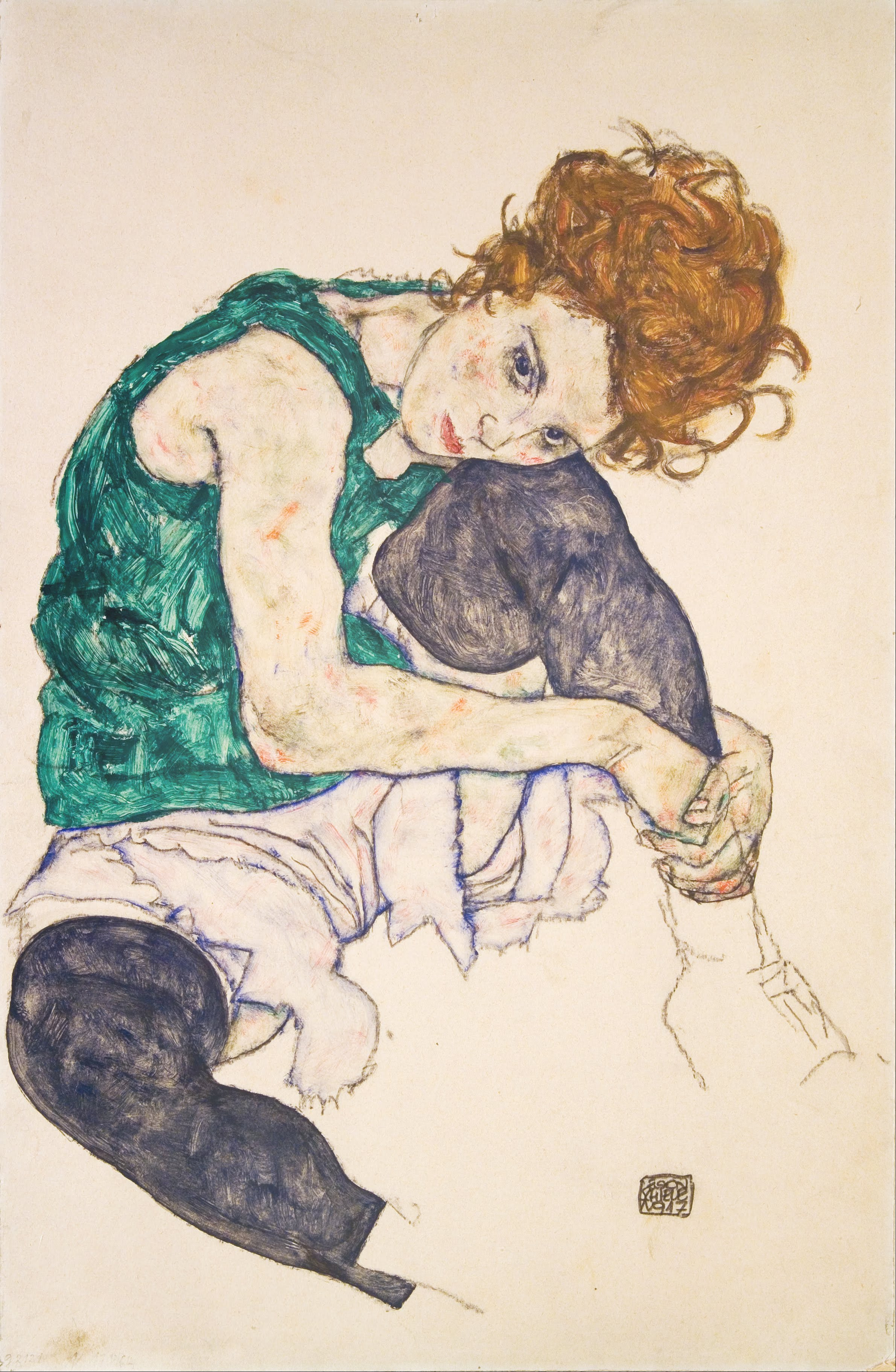
Sitzende Frau mit angezogenem Knie, Nationalgalerie Prag, 1917
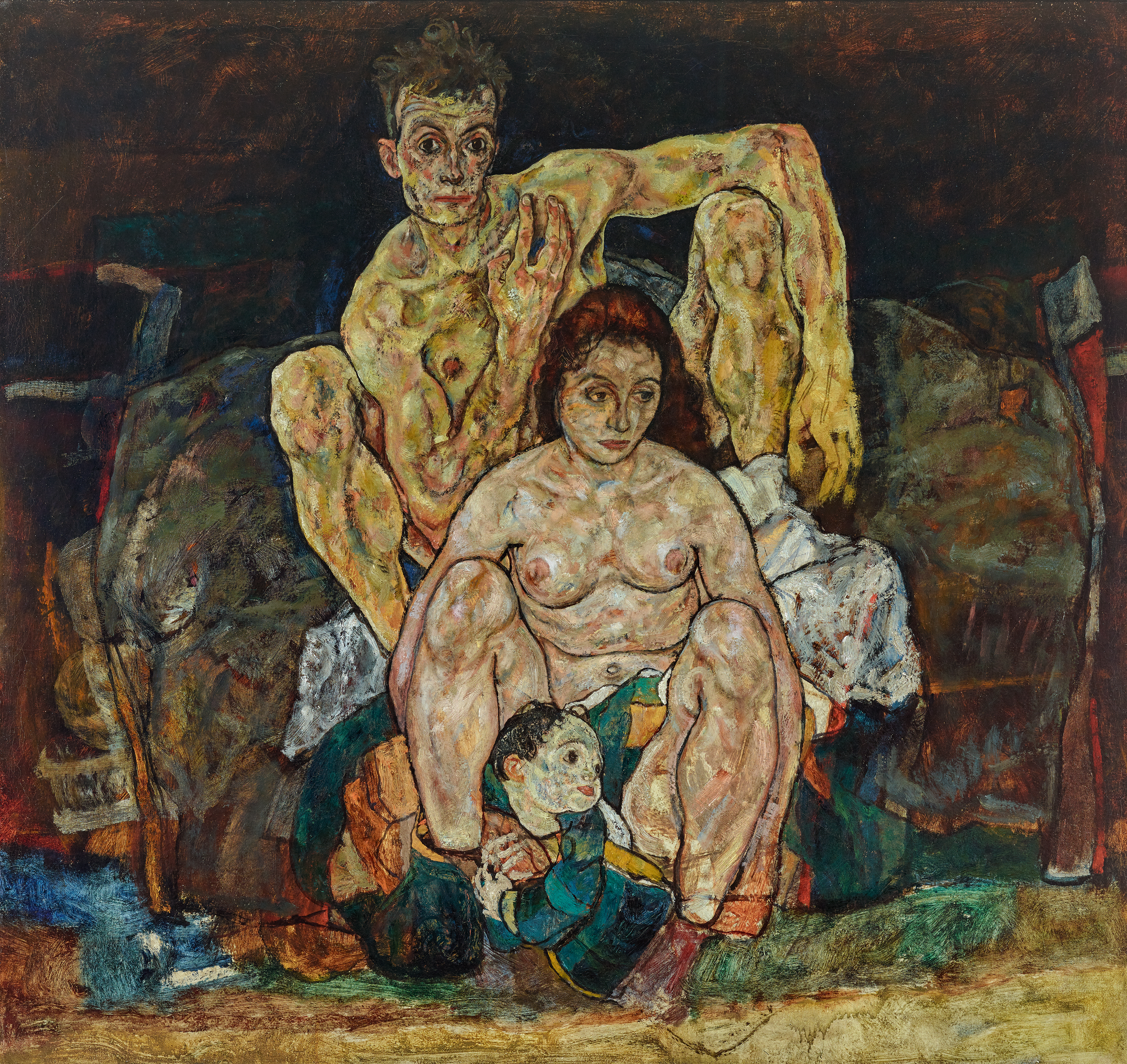
Kauerndes Menschenpaar (Die Familie), Belvedere, Wien, 1918
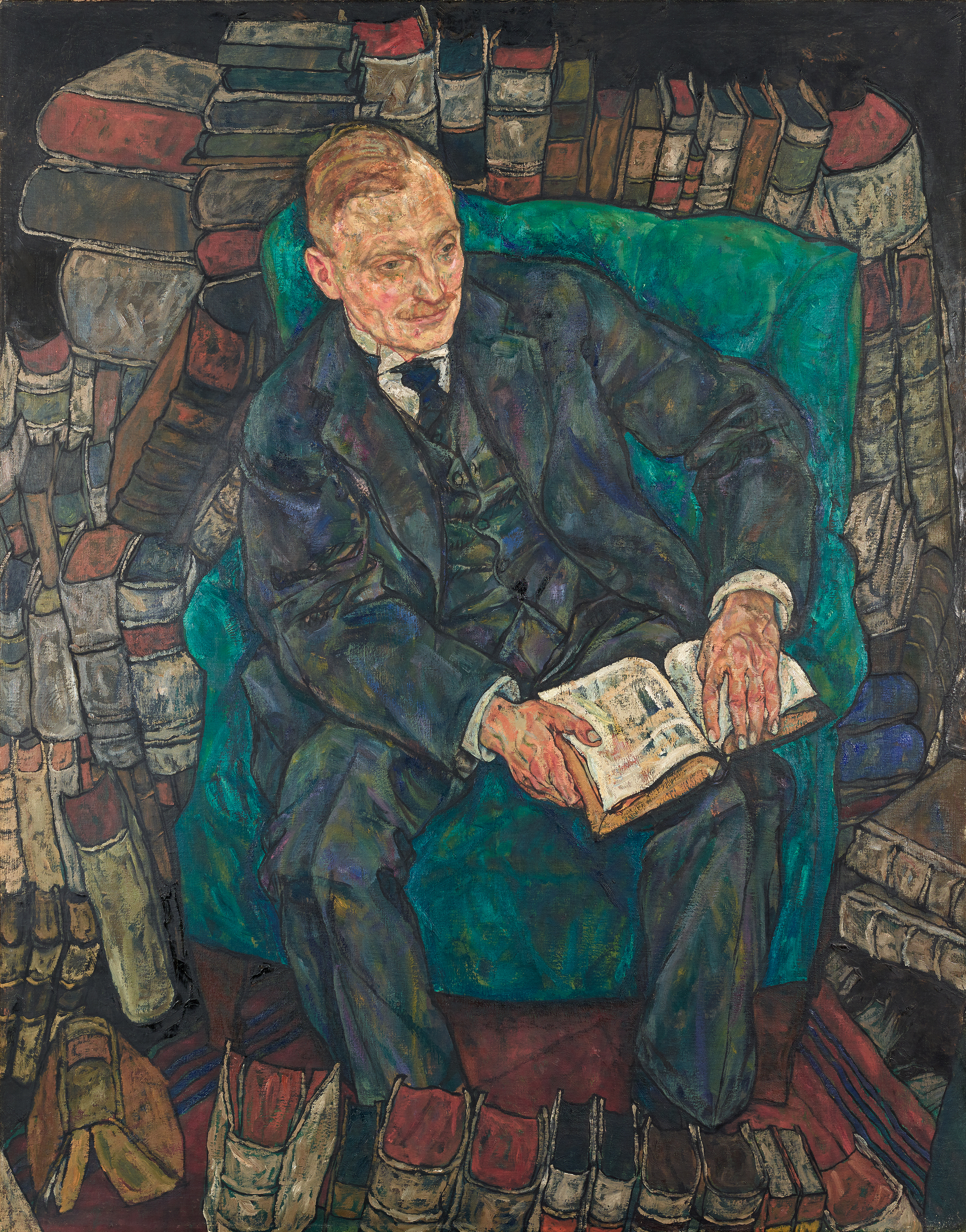
Dr. Hugo Koller, Belvedere, Wien, 1918
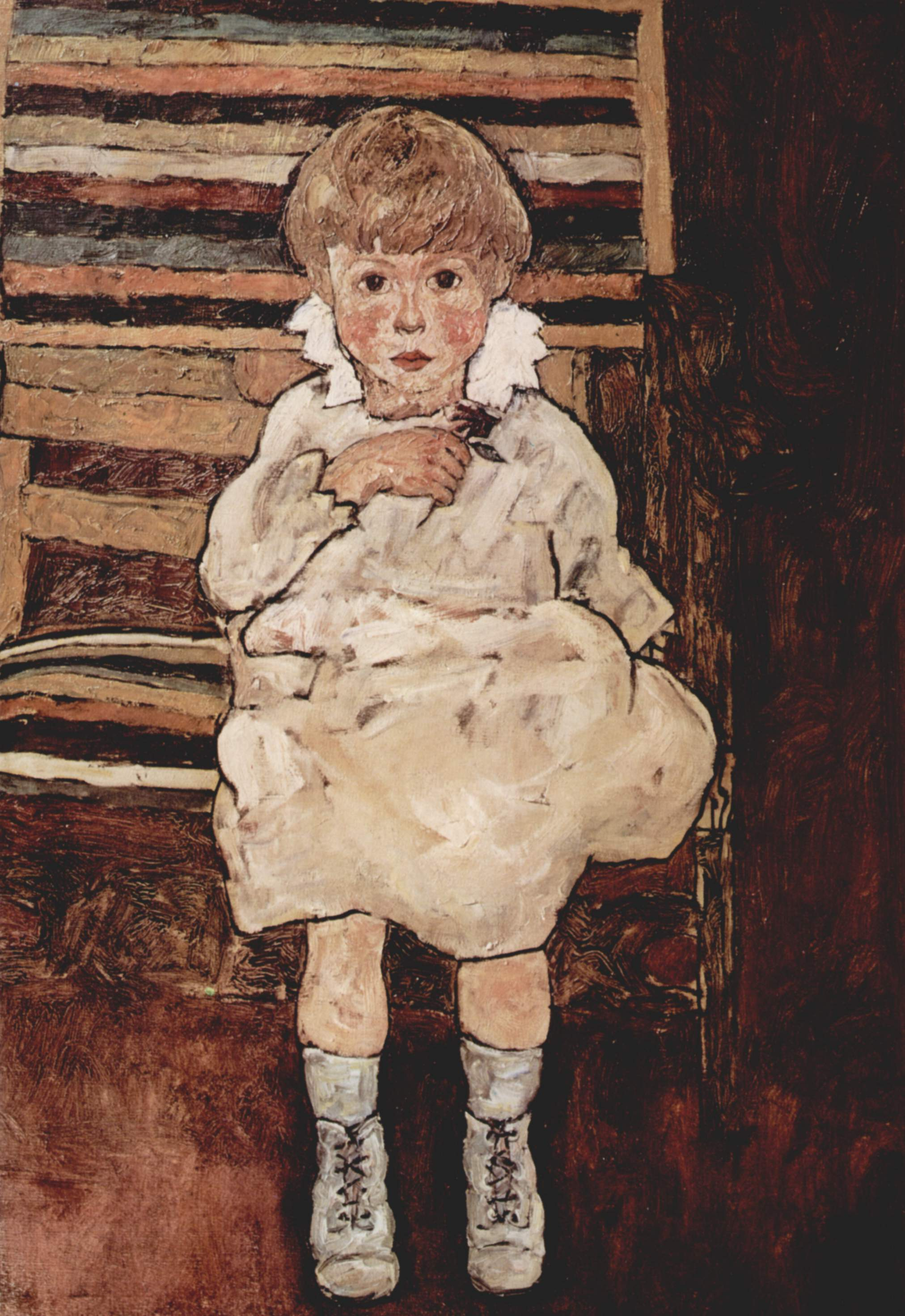
Sitzendes Kind, Privatbesitz, 1918

## Egon Schiele fotografiert von Anton Josef Trčka

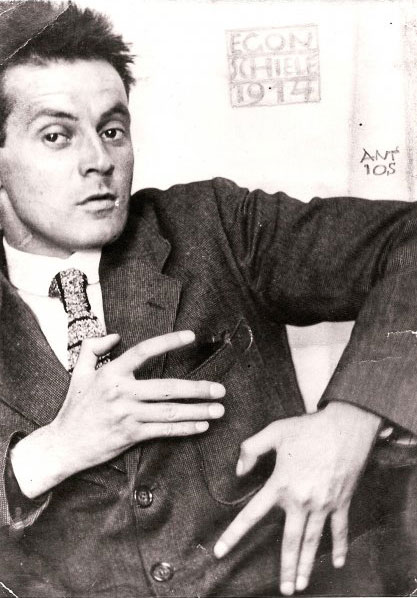
Fotografie: Anton Josef Trčka, 1914
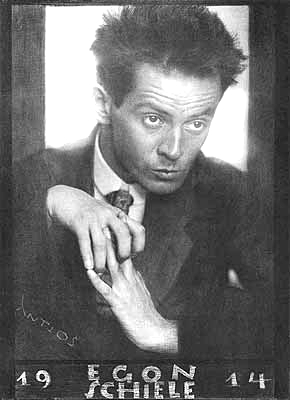
Ders., 1914
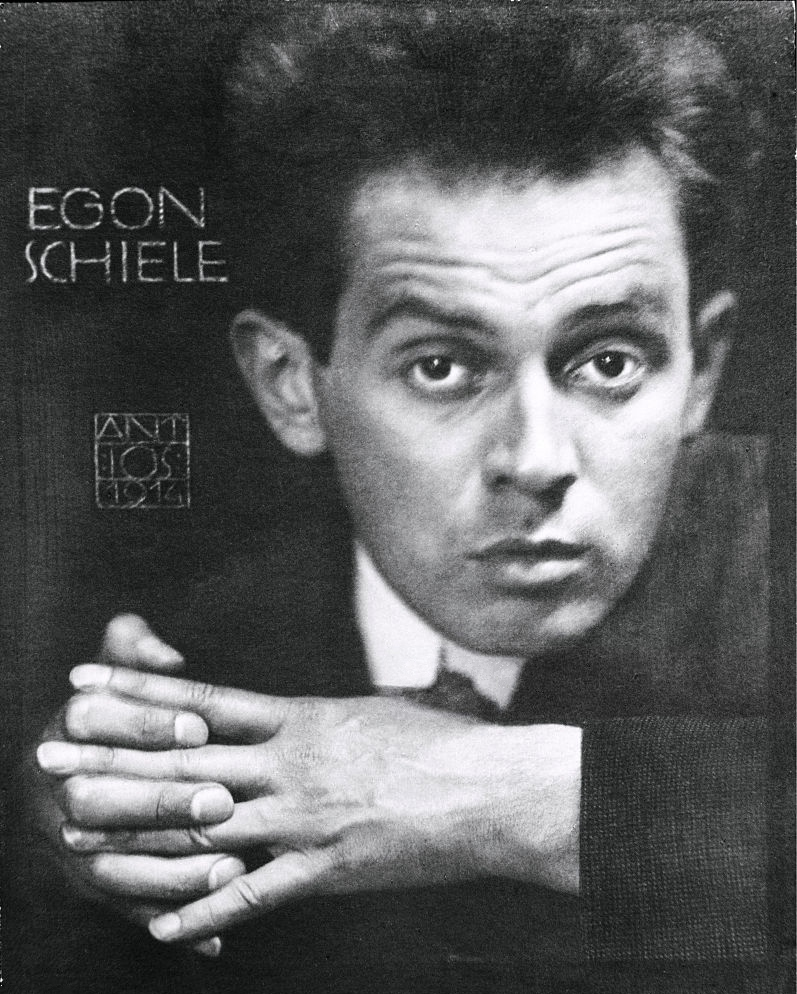
Ders., 1914
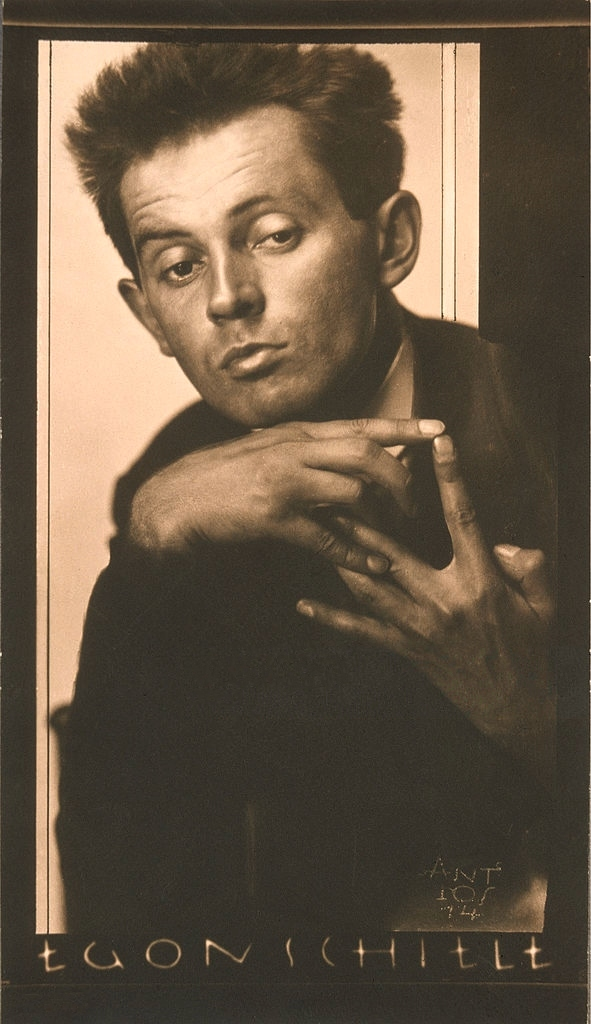
Ders., 1914

## Kunstmarkt

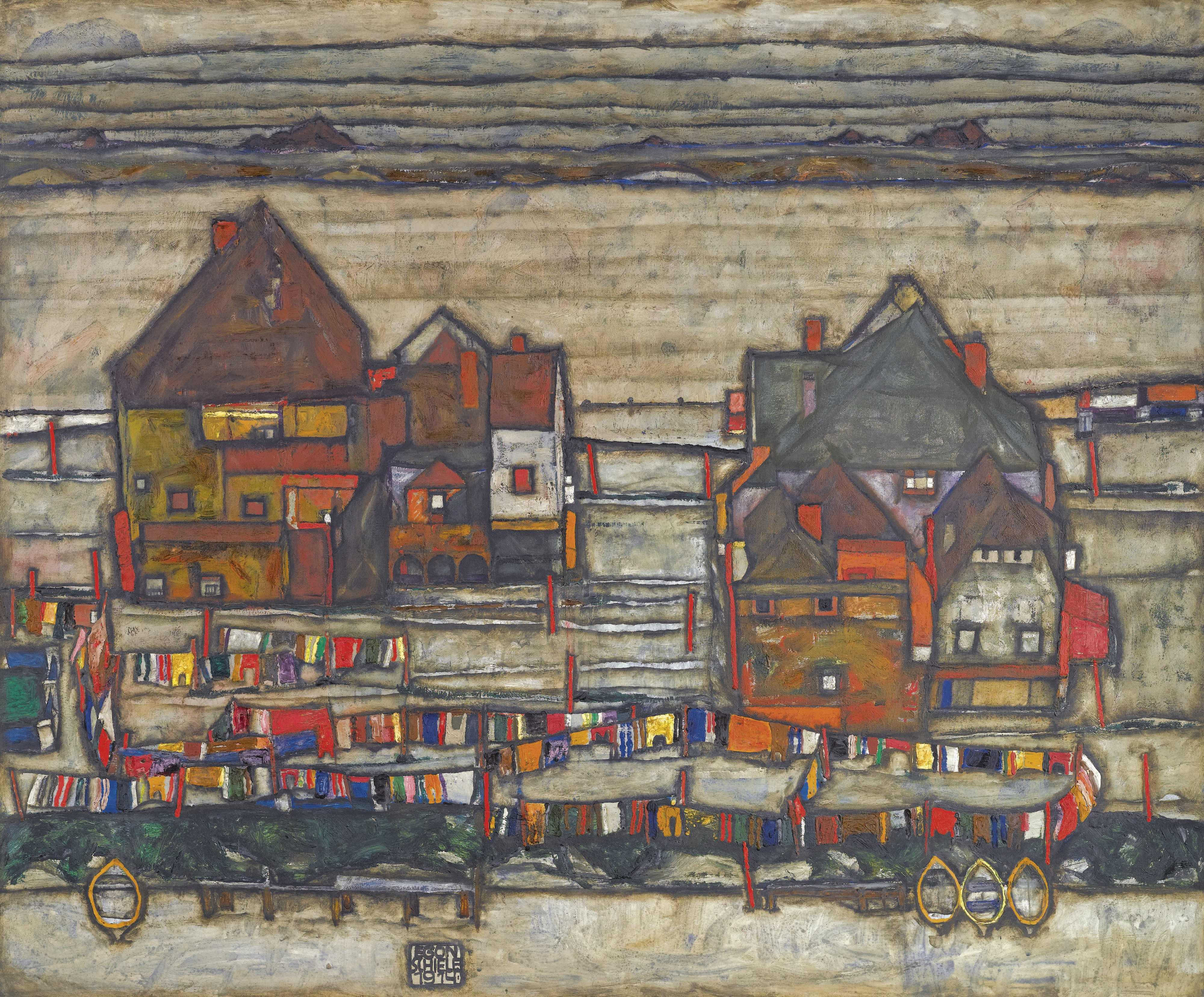
Häuser mit bunter Wäsche (Vorstadt II)

Sotheby’s versteigerte 2011 Häuser mit bunter Wäsche aus dem Jahr 1914 für umgerechnet 27,6 Mio. Euro.
Auch im Internet werden hohe Preise bezahlt: Am 21. Juni 2013 wurde beim Berliner Internet-Auktionshaus Auctionata das Bild Liegende Frau des Künstlers online versteigert. Das Aquarell aus dem Jahr 1916, das von dem Auktionshaus 2012 in einem privaten Nachlass entdeckt worden war, wurde mit einem Startpreis von einer Million Euro aufgerufen und für 2,4 Millionen US-Dollar (oder 1,83 Millionen Euro) verkauft. Den höchsten Preis für ein Bild einer Online-Auktion hatte zuvor Artnet für ein Werk von Andy Warhol im Jahr 2011 mit 1,3 Millionen Dollar (derzeit ca. 990.000 Euro) erzielt.
Im Herbst 2023 ließen New Yorker Ermittler drei Schiele-Bilder in drei US-amerikanischen Museen beschlagnahmen. Es bestehe ‚hinreichender Grund zur Annahme‘, dass die Bilder dem im Januar 1941 im KZ Dachau umgekommenen jüdischen Kunstsammler und Kabarettisten Fritz Grünbaum gehörten und ihm gestohlen wurden.

## Museen
Wien:

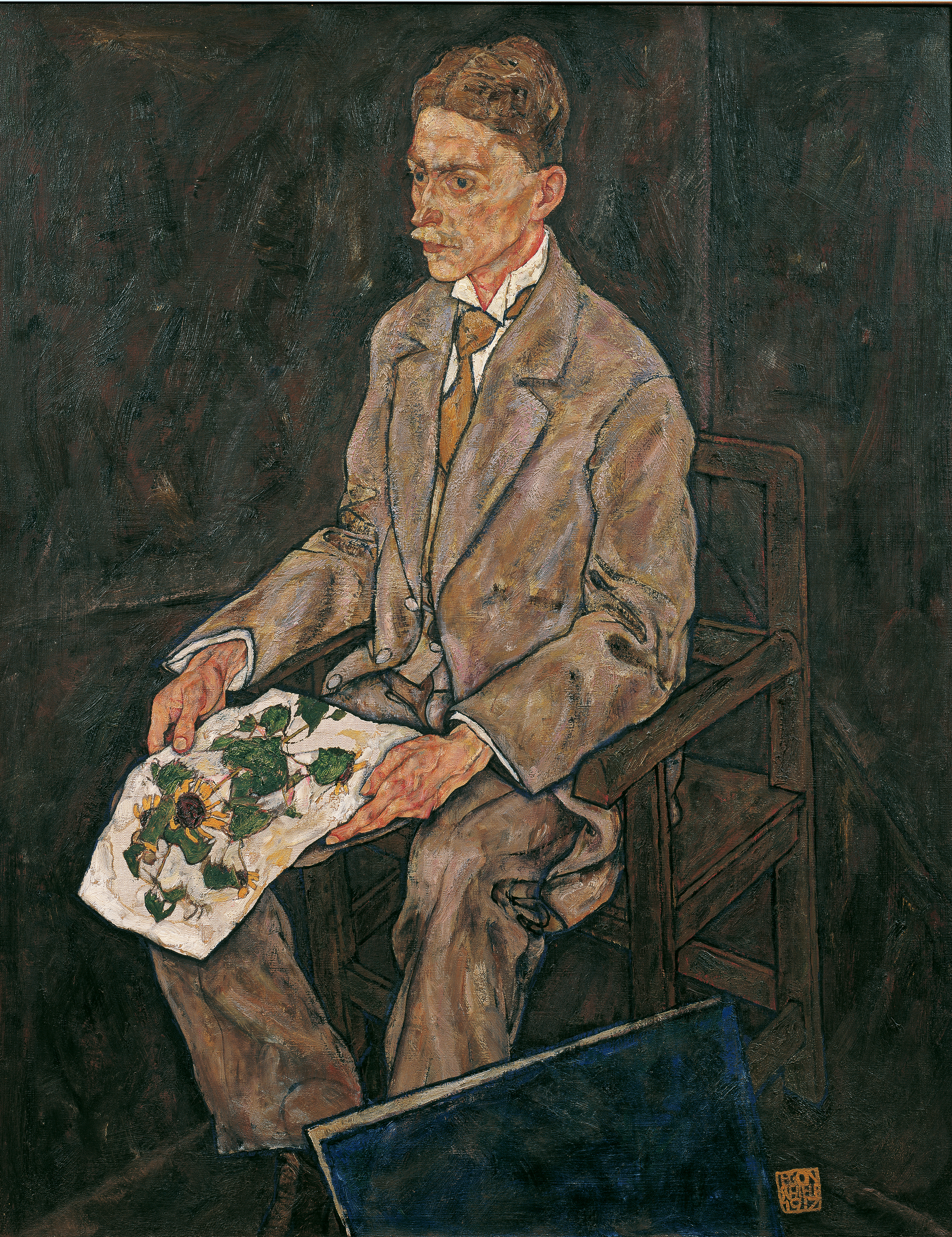
Bildnis Dr. Franz Martin Haberditzl, 1917, Belvedere, Wien

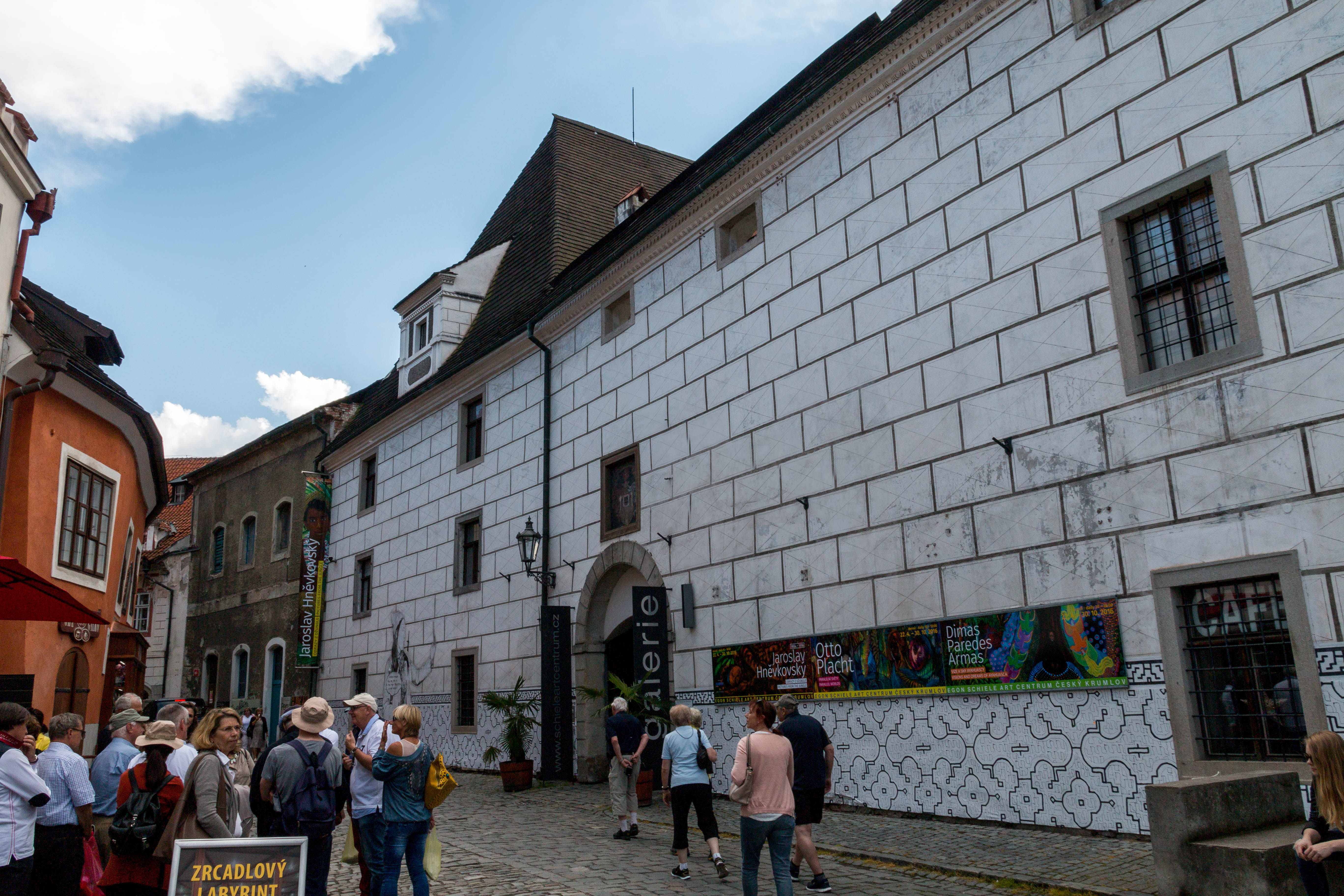
Das Egon Schiele Art Centrum in Krumau

- Albertina: Ihre grafische Sammlung besitzt eine Vielzahl von Zeichnungen und Aquarellen von Egon Schiele, zudem unterhält sie das Egon-Schiele-Archiv[30] (Max-Wagner-Stiftung). In den Habsburgischen Prunkräumen sind einige Faksimiles dauerausgestellt.
- Belvedere: Ein erster Schritt zu Schieles heutiger Stellung als einer der bedeutendsten österreichischen Maler des 20. Jahrhunderts war der Ankauf eines Bildnisses von Edith Schiele im Jahre 1918 durch das Belvedere. Dieser erste öffentliche Erwerb eines Werkes des Künstlers war die Pioniertat des damaligen Direktors Franz Martin Haberditzl, den Schiele bereits 1917 porträtiert hatte. Durch ihn erfolgten weitere Erwerbungen, wodurch der Grundstein für eine umfangreiche und bedeutende Schiele-Sammlung gelegt wurde. Sie umfasst heute 16 Gemälde, zwei Gouachen und eine Kopfbüste.[31]
- Leopold Museum: Das Museum beherbergt mit 41 Ölgemälden und 186 Blättern die weltweit größte Schiele-Sammlung. 2011 wurde im Leopold Museum auch das Egon-Schiele-Dokumentationszentrum eingerichtet (Autografen, Fotografien und Literatur, zusammengetragen von dem Kunstsammler Rudolf Leopold). In der Bibliothek des Museums befindet sich eine umfangreiche Sammlung von Schiele-Literatur.[32]
- Im Heeresgeschichtlichen Museum befinden sich Schiele-Blätter in der grafischen Sammlung.
- Wien Museum: Das städtische Museum am Karlsplatz verfügt über eine Schiele-Sammlung, einige Werke daraus sind permanent ausgestellt.

Graz:
- Neue Galerie Graz: Die Neue Galerie am Universalmuseum Joanneum besitzt 20 Werke von Egon Schiele: 3 Ölgemälde und 17 Grafiken (Zeichnungen, Aquarelle, Radierungen).[33]

„Stadtende/Häuserbogen III“, 1918 befindet sich in der ständigen Ausstellung.
Tulln:
- Egon-Schiele-Museum in Tulln, Niederösterreich

New York
- Neue Galerie New York
- The Metropolitan Museum of Art

Krumau:
- Egon Schiele Art Centrum: Das Egon Schiele Art Centrum in Krumau in Tschechien zeigt dauerhaft eine Ausstellung um Leben und Werk des Künstlers. Die Bibliothek verfügt über viele seltene Dokumente und Bücher von und über Egon Schiele.

Zug:
- Kunsthaus Zug: Das Kunsthaus Zug verfügt mit der Stiftung Sammlung Kamm über eine bedeutende Sammlung von Werken der Wiener Moderne, darunter neun Ölgemälde und gut zwei Dutzend Grafiken (Radierungen, Zeichnungen, Aquarelle) von Egon Schiele.

2018 gab die Werner Coninx Stiftung dem Kunsthaus neun weitere Schiele-Werke auf Papier als Dauerleihgabe.

## Filme
- Egon Schiele. Fernseh-Filmbiographie, Österreich, BR Deutschland, 1980, 95 Min., Buch: Wolfgang G. Fischer, John Goldschmidt, Regie: John Goldschmidt, Musik: Gottfried von Einem, Produktion: Schönbrunn-Film, ORF, ZDF, u. a. mit Felix Mitterer als Egon Schiele, Karoline Zeisler als Wally Neuzil
- Egon Schiele – Exzesse. Spielfilm, Österreich, BR Deutschland, Frankreich, 1980, 90 Min., u. a. mit Mathieu Carrière und Jane Birkin, Künstlerportrait, Film-Daten beim filmportal.de.
- Egon Schiele – The Leopold Collection. Fernseh-Dokumentation, Österreich, 1994, 45 Min., Regie: Wolfgang Lesowsky, Produktion: Leopold Museum, Atelier Corinne Hochwarter, Forum Film (englisch, deutsch), zu Schieles Stationen in Wien, Neulengbach, Krumau, Tulln
- Egon Schiele: Tod und Mädchen. Spielfilm, Österreich, Luxemburg, 2016, 110 Minuten, Regie: Dieter Berner, basierend auf dem biografischen Roman Tod und Mädchen: Egon Schiele und die Frauen von Hilde Berger
- Egon Schiele. Dokumentarfilm mit Spielszenen, Deutschland, 2017, 55:30 Min., Buch und Regie: Herbert Eisenschenk, Kamera: Helmut Wimmer, Produktion: Vermeer-Film, arte, ORF, Erstsendung: 21. Oktober 2018 bei arte, Inhaltsangabe von ARD.

## Musikalische Interpretationen
- Rachel’s: Music for Egon Schiele. (1996)
- Simon Bauer: Elf Lieder nach Gedichten von Egon Schiele, für tiefe Stimme und Vibraphon (Universal Edition Wien, 2020)[35]
- Simon Bauer: Neun Lieder nach Gedichten von Egon Schiele, für tiefe Stimme und Vibraphon (Universal Edition Wien, 2023)[36]